# 최진실의 죽음
이 문서에서는 최진실의 사망과 그 뒤 일어난 일을 기술한다.

## 사망
2008년 10월 1일, 최진실은 오후 1시부터 오후 4시까지 배우 손현주와 광고 사진을 촬영하였다. 이후 <드림엔터박스> 대표이사 서상욱, 스타일리스트 이경은, 노컷뉴스 방송연예팀 팀장 김대오 등과 회식 자리를 가졌다. 회식이 끝난 후 매니저 박상호가 차로 최진실을 자택까지 이동시켰다.
2008년 10월 2일 오전 0시 47분, 퀸 편집장 김재우와 마지막 통화를 하였다. 그 때 괴로운 심경을 드러내었고, 죽음을 언급했으며, 최진영을 도와 자신의 아들과 딸을 지켜달라고 부탁했다. 최진실과의 통화 직후, 김재우는 최진실의 어머니 정옥숙과 통화를 했고 최진실의 상태를 설명했다. 김재우와의 통화 직후, 정옥숙은 최진실의 상태를 살폈고 최진실은 정옥숙을 안심시켰다. 최진실은 2003년부터 김재우와 인연을 맺어왔고 김재우에게 많은 말과 글을 남겼는데, 언젠가 그 글들을 통해 자신에 대한 대중의 오해가 풀리기를 바랐었다. 즉, 최진실은 김재우에게 비망록을 남긴 바 있다.
2008년 10월 2일 오전 6시 15분, 서울특별시 서초구 잠원동의 자택 욕실에서 숨진 채로 발견되었다. 경찰은 자살로 잠정적인 결론을 내렸고, 직접적인 사인은 경부압박질식사였다. 경찰 조사에서 최진실은 경한 수준의 우울증 증세가 있었고, 자녀의 양육과 연예인의 위상 등과 관련하여 고민했던 것으로 밝혀졌다. 처음에 유족들은 검찰이 내린 부검 결정에 반대했으나 유족들 중 한 명이 부검 동의서에 서명함에 따라 강남성모병원에서 2008년 10월 2일 오후 9시부터 오후 10시 20분까지 1시간 20분에 걸쳐 부검이 진행되었다. 국립과학수사연구소는 부검 결과 타살을 증명할 만한 단서를 발견할 수 없다는 부검 소견을 밝혔다. 2008년 10월 3일, 경찰은 공식 브리핑에서 자살이라고 발표하였다.
2008년 10월 4일, 유해는 오전 7시 30분 서울 강남구 일원동 삼성의료원에서 발인식을 가졌고, 오전 10시 경기도 성남시 성남영생원에서 화장되어 경기도 양평군 양수리에 있는 갑산공원에 안치되었다.
- 죽음과 관련된 언급

| “ | 뭐라고 말해야 하나. 30대 인생은 너무 힘들었어요. 결혼했고, 이혼했고, 다시 연기자로 복귀했죠. 개인적으로 이렇게 굴곡이 심한 적은 없었죠. 인생이 나락으로 떨어지는 거 같았어요. 그렇지만 절망 뒤에 바로 희망이 있어요. 하나님께 원망의 기도를 한 적이 있어요. '하나님, 제가 무슨 큰 죄를 지었습니까. 제가 어떻게 하기를 원하십니까.' 자꾸 원망의 기도를 하다 보니 나중엔 감사의 기도로 바뀌더라고요. 이 고통을 남편을 통해 주셔서 감사합니다. 우리 아이들을 통해 주셨다면 저는 정말 죽었을 겁니다. 그래서 절망으로 시작한 기도가 나중엔 '하나님, 다시 손잡아주시고 최진실에게 희망을 주실 거죠?'라는 내용으로 바뀌었어요. 드라마 《장밋빛 인생》 시청률이 40%가 넘는다길래 먼저 하나님한테 감사기도를 드렸어요. 하나님이 정말 옆에서 제 손을 잡아주는 것 같아요. 눈물이 나도록 감사해요. | ” |

| “ | 언젠가 저도 죽겠죠. 그 때 저를 위해 뜨거운 눈물 한 방울 흘려줄 사람들이 있으면 돼요. 그럼 비교적 잘 산 거예요. 돈 많고 힘 있을 때 꽃등심 먹은 사람보다 어려울 때 같이 라면 먹어준 사람이 오래가는 법이거든요. 사랑 때문에, 사람 때문에 늘 상처투성이가 되지만 새 살이 돋게 해주는 존재도 역시 사랑이고 사람인 것 같아요. 인생? 그거 우리가 생각하는 것만큼 길지 않아요. 살면서 실패도 하고 좌절도 할 수 있는 거죠. 전 죽는 날까지 드라마틱하게 살고 싶은 사람이에요. | ” |

## 의미
2008년 10월 5일, 연출가 정길화는 PD저널 칼럼에서 다음과 같이 말했다.
최진실. 국민배우의 반열에 오른 그를 누구라도 친근하게 여기고, 또 방송계에는 각종 프로그램을 통해 인연을 맺은 이가 한둘이 아니겠지만 내게는 그가 좀 더 각별하다. 1991년 11월, 필자가 《인간시대》를 연출할 때, 최진실을 주인공으로 한 프로그램을 만들었기 때문이다. 《인간시대》 이후 최진실은 순풍을 탔다. 배우로서 스크린과 TV를 가리지 않고 활동하고 또 엄청난 물량의 CF를 소화하며 1990년대를 그의 전성기로 만들었다. 반짝 인기를 얻고 사라지는 단명의 스타가 아닌 호흡이 긴 연기자를 꿈꾸며 김혜자, 고두심 같은 선배처럼 되고 싶다고 했던 그의 소망이 점차 이루어지는 것으로 보였다. 《스타》의 저자 애드가 모랭은 "신인은 몸으로 말하고 스타는 영혼으로 말한다"라고 했는데, 여기서의 '몸'이 외피 즉 마케팅과 홍보라고 보고, '영혼'은 내면 즉 진정성과 연기력이라고 했을 때, 최진실은 비로소 영혼으로 말할 수 있는 단계에 이른 것이다. 그의 죽음이 알려지고 장례를 치르기까지의 사흘 동안 나는 많은 사람들과 다를 바 없이 극도의 우울함과 답답함을 느꼈다. 이번 사건에 대한 여러 논의 중에서도 나는 "한국 사회에 내재된 여러 병리현상들이 위험수위를 넘어섰음을 극적으로 보여준다"라는 진단에 대체적으로 동의한다. 스타를 향한 동경과 경멸이 여자 연예인에게 더욱 왜곡되어 투사된다는 점이 바로 그것이다. 톨레랑스 없는 사회에서 이는 더욱 가학적으로 나타난다. 최진실이 데뷔했던 20세기는 아날로그 시대로 그는 대중에게 '코리언 드림'과 같이 선망과 동경의 대상이었다. 그러나 21세기 디지털 시대에 접어들면서 최진실은 그 자신이 인과론적 원인이 된 삶의 기복으로 인해 질시와 공격의 대상이 되었다. 인터넷을 통하여 연예 저널리즘의 생산과 유통의 회로에 직접 참여할 수 있게 된 대중은 그렇게 최진실의 이미지를 이중적으로 소비하기 시작했다. 소문과 가십은 스타에 대한 관심을 집중시키고 스타의 인지도를 높이기도 한다. 애드가 모랭은 "소문과 가십은 스타 시스템을 키우는 플랑크톤이다"라고 한 적이 있다. 그러나 우리가 알다시피 플랑크톤이 지나치게 많으면 물은 부영양화(富營養化)를 이루고 썩는다.

2008년 10월 8일, 경희대학교 교수 이택광은 미디어 오늘 칼럼에서 다음과 같이 말했다.
주목할 만 한 건 최진실 씨의 죽음을 접한 이들 중에서도 이른바 386세대들의 비애가 특별한 것처럼 보인다는 사실이다. 단순하게 자신과 함께 나이를 먹어가던 한 ‘배우’의 불행에 대한 연민으로 이런 정서를 보기는 어렵다. 최진실 씨처럼 대중의 사랑을 받았던 존재조차도 살아가기 힘든 이곳에서 우리는 어떤 희망을 발견할 수 있을까. 생활비가 없어 카드빚에 쪼들린 주부가 아이들을 아파트 옥상에서 집어던지고 자신도 떨어져서 자살하는 끔찍한 현실을 최진실 씨의 죽음은 다시 우리에게 환기시킨다. 어떤 이는 두 사건이 전혀 별개의 사건이라고 주장할 거다. 그러나 이 둘은 별개가 아니고 하나의 몸뚱이로 태어난 샴쌍둥이이다. 약자에 대한 배려가 없는 사회에서 강자도 행복할 수 없다. 가혹한 경쟁논리만이 지배하는 사회에서 오래 견딜 연약한 영혼은 없는 법이다. 최진실 씨에 관한 악성 루머는 사실 악플에서 나온 것이라기보다, 이른바 증권가에서 떠돈다는 ‘찌라시’에서 기인했다. 그런데도 인터넷 악플을 최진실 씨의 자살을 초래한 결정적 원인으로 몰아붙이는 건 어딘가 앞뒤가 맞지 않는다. 경우가 정말 그렇다면, 문제의 루머를 퍼뜨린 증권사 직원이 최진실 씨에게 전화를 걸어서 선처를 호소한 것이 결정적인 자살 원인이라고 봐야 하는 게 아닌가. 그 직원이 어떻게 최진실 씨의 연락처를 알게 되었는지 묻는 기자의 질문에 경찰은 정확하게 대답을 하지 않았는데, 그렇게 사생활 보호가 중요하다면 어떻게 직원이 그런 개인 정보를 입수할 수 있었는지를 밝히는 일이 우선해야 하는 것 아니겠는가. 사실 이 사건에 공공적인 의미가 있다면 이것일 테다. 어떻게 일개 증권사 직원이 그토록 손쉽게 최진실 씨의 개인 정보를 손에 넣을 수 있는지, 정작 여기에 대해 문제의식을 느껴야 하는 거다.

대중문화 평론가 차우진은 다음과 같이 말했다.
한 시대가 갔다. 그를 스타로 만들고 바라보고 우상으로 세운 것도 우리들이었고 그를 고통 속에서 세상을 등지게 만든 것도 우리들이었다. 최진실의 죽음은 단지 누군가의 죽음으로 한 시대의 끝을 경험하는 것과는 다른 생각을 갖게 한다. 최진실의 죽음을 애도하는 것은 우리 자신에 대해 반성하는 것과 같다. 최진실의 부재가 충격적인 것은 시대적인 무의식이 투영되었다가 왜곡되는 과정이 적나라하게 드러났기 때문이다. 그의 부재가 환기하는 것은 역설적으로 그가 있어서 우리가 얼마나 행복했던가란 사실이다. 그의 죽음을 기억하고 그의 부재로부터 배운 것들을 잊지 않는 일이야말로 그를 애도하는 가장 옳은 방법이라고 믿는다.

## 애도 및 추모
2008년 10월 2일 최진실의 죽음과 관련해 국민들은 "씩씩하게 잘 살아왔는데 왜 죽느냐", "루머가 뭐라고 이렇게 한 사람의 생명을 앗아가는 건지 모르겠다", "이 시대의 아이콘이 사라졌다. 마음이 아프다", "최진실은 우리에게 웃음과 감동을 줬다. 그런 그가 죽었다는 건 믿을 수 없다", "너무 아깝다. 믿을 수 없다"는 등의 반응을 나타냈다. 특히, 포털 사이트 다음에서 운영하는 서비스 중의 하나인 다음 아고라 자유토론방에서는, 많은 네티즌들이 최진실의 죽음을 애도하는 글을 올리고 “악플러들이 최진실 씨를 죽음으로 몰고 갔다”라고 성토하기도 하였다.
2008년 10월 5일, 하루 동안 전국에서 200여 명의 추모객들이 최진실의 묘지를 다녀갔다. 갑산공원 연재율 이사는 "부산, 대구, 천안 등 전국 각지에서 찾은 팬들이 봉안묘 앞에서 헌화하고 통곡하거나 조용히 눈물을 흘리고 기도를 했다. 남녀노소, 나이대를 가리지 않는 다양한 팬들이 그를 기억해주는 모습이 감동적이고 눈시울이 붉어졌다"라고 말했다.
2008년 10월 17일, 《MBC 스페셜-시대의 연인 최진실》 편이 방송되었다. 많은 시청자들은 "그가 떠나고 나니까 우리가 최진실을 얼마나 사랑했는지 알 것 같다", "여전히 그의 죽음이 믿기지 않고 가슴이 아프다", "20년 동안 그의 팬이었는데 이제 다시는 그를 못 본다고 생각하니 슬프다", "너무 아까운 사람을 잃어버렸다. 당신의 인생을 사랑한다"는 등의 반응을 나타냈다.
2008년 11월 19일, 갑산공원에서 최진실의 사십구재가 열렸다. 최진실의 49재에는 최진영을 비롯한 유족들과 연예계 동료들 및 소속사 대표 등이 참석하였다. 최진실의 묘소 주변에는 추모객들이 놓고 간 수많은 꽃다발들과 생전 최진실의 모습을 담은 사진들이 놓여 있었다. 최진실에 대한 국민의 관심을 반영하듯 49재가 열린 경기도 양수리 갑산공원에는 60여 명의 취재진이 몰렸다. 한편, 최진실의 묘소에는 훼손을 막기 위해 CCTV가 설치되었다. 갑산공원측은 평일에도 수십 명의 팬들이 최진실의 묘소를 찾고 있으며, 이를 관리하기 위해 CCTV를 설치했다고 설명했다.
2009년 6월, 최진실의 묘소는 묘지 왼편에 빨간 우체통이 서 있고 조화 ·인형·종이학·엽서 등이 묘지 앞에 놓여 있었다. 그리고 추모객은 주중 50명, 주말 100명이 넘는다고 전해졌다.
2010년 2월 28일, 다음 인터넷 카페 ‘진실한 세상 만들기’ 회원들은 갑산공원에 모여 최진실을 위한 추모의 시간을 가졌는데, 이는 지난 2010년 2월 2일에 친권 자동 승계를 막는 민법 개정안이 국무회의를 통과한 것을 함께 축하하는 의미도 있었다.

#### 대한민국 내 반응
2008년 10월 3일, 문화체육관광부 장관 유인촌은 최진실의 빈소가 마련된 서울 강남구 일원동 삼성의료원을 찾았고 최진실의 유가족을 위로하였다.
2008년 10월 6일, 배우·가수·코미디언 등이 소속되어 있는 한국방송영화공연예술인노동조합(약칭 한예조)는 최진실의 사망과 관련해 긴급 대책회의를 가졌다. 이 회의에는 김응석 한예조 위원장, 김영선 부위원장, 이기홍 사무총장, 김태형 탤런트지부장, 문제갑 정책위원 등이 참석했다. 회의 직후 한예조는 최진실의 사망과 관련해 대국민 성명을 발표했다. 이 성명서는 “인터넷 악성 댓글의 가장 심각한 폐해는 터무니없는 주장이 유포되어도 피해 당사자가 아무런 대응을 할 수 없는 ‘무자비한 폭력성’에 있습니다. 비록 실체적 진실이 밝혀지더라도 대중문화예술인들은 이미 추락해 버린 이미지를 회복하지 못합니다. 인기를 먹고 사는 대중문화예술인에게 이것은 생존을 위협하는 행위입니다. 악성 댓글의 최대 피해자인 저희들로서는 어떤 형태로든 악성 댓글을 방지하자는 취지에 공감하며 이에 대한 대책을 강구하는 모든 노력에 적극 동참하고자 합니다”라는 내용을 담고 있었다.
2008년 12월 26일, OBS의 연출가 윤경철은 이데일리 칼럼에서 이렇게 말했다.
"연예인에게 루머는 철창 없는 감옥이에요"는 지금은 고인이 된 최진실을 처음 만났을 때 그가 필자에게 건넨 말이다. 그를 자살로 몰고 간 원인 가운데 하나가 인터넷에 떠돌던 ‘사채업자 루머’였다는 점을 생각한다면 씁쓸하기만 하다. 허물없이 기자들과 지낸다는 그를 처음 만난 건 올 초 OBS 《최진실의 진실과 구라》를 진행했던 것이 인연이 돼 인터뷰를 하면서다. 자정을 훌쩍 넘긴 시간, 홍대 모 사진관에서 이뤄진 그와의 첫 만남이자 마지막 만남이 된 인터뷰. 비록 짧은 시간이었지만 그와의 만남은 필자에게 많은 것을 느끼게 했다. 그가 어떻게 스타의 반열에 올랐으며, 20여 년 동안 정상의 자리를 이어왔는지 알 것 같았다. 그가 세상에 없는 지금, 왜 그토록 사람들이 그를 그리워하며 잠 못 이뤄하는지까지 말이다. 시종일관 필자를 배려하며 인터뷰를 리드해 간 그는 한마디로 이름처럼 진실함이 묻어났고 누구보다 타인에 대한 배려가 남다른 사람이었다.

2009년 1월, 언론인 고종석은 한국일보 기획 연재에서 《최진실-21세기의 제망매(祭亡妹)》라는 제목으로 최진실의 죽음을 다루었다. 고종석은 글에서 “2008년 내 일상의 평정을 가장 사납게 무너뜨린 것은 최진실의 죽음이었다. 최진실이 삶을 버린 날부터 나는 머릿속이 하얘졌고, 일이 손에 잡히지 않았다. 나는 광화문의 작업실에서, 또는 명륜동이나 신촌의 카페에서 술을 마시며 그를, 그의 죽음을 생각했다. 최진실은 다른 자살자들과 달리 내 가족이었다. ‘만인의 연인’이었다기보다 ‘만인의 누이’였다. 한번도 마음껏 어리광을 부려보지 못했을 우리의 막내 누이였다”라고 말했다.
2009년 6월, 드라마 연출가 이병훈은 자신의 저서 《꿈의 왕국을 세워라》(2009년)를 통해 최진실의 죽음에 대한 슬픔을 드러냈다. 이병훈은 이 책에서 ‘최진실을 최고이게 한 것은 성실’이라는 제목으로 지면을 할애했다. 여기서 이병훈은 “아마도 최진실은 자신을 발탁하고 이끌어준 나에게 훌륭한 연기로 보답하고 싶었을 것이다. 하지만 이젠 그의 그런 바람은 이루어질 수 없게 되었다. 국민 모두가 그러했지만, 나 역시 최진실의 소식을 듣고는 기가 막히고 허탈하기가 이루 말로 다할 수가 없었다. 인생무상이라더니, 이것을 두고 하는 말이지 싶었다. 그리고 그의 밝은 얼굴 뒤에 감추어져 있던 고뇌와 아픔을 헤아려주지 못했다는 사실이 못내 미안하기만 했다. 예쁘고 사랑스러웠으며, 그만큼 국민적 사랑을 받았던 연기자도 없다. 언제나 소박하고 겸손했으며, 스타들이 지니는 오만함이나 거만함을 찾아볼 수 없었던 그가, 이제 이 세상에 없다는 사실이 그저 허허롭기만 하다”라고 말했다.
2009년 9월, 미국 프로 야구 필라델피아 필리스 소속의 야구 선수 박찬호는 《MBC 스페셜-박찬호는 당신을 잊지 않았다》 편에서 “최진실 씨의 아픔과 죽음의 고통을 이해합니다. 최진실 씨 사건에 눈물을 흘렸습니다. 저도 죽으려고 마음을 먹었던 적이 있었습니다. 잘하려고 애를 쓰는데 비난과 비판이 쏟아졌습니다. 머리가 빠지고 너무 힘들었습니다”라고 말하며 최진실의 죽음에 대해 안타까움을 표현했다.
2010년 1월, 드라마 작가 김정수는 한 기자간담회에서 자신과 함께 작업했던 배우들에 대한 인상을 털어놓았는데 최진실에 대해서는 “어떤 역을 해도 매력적인 캐릭터로 만들어내는 재주가 있었다. 어떤 역을 해도 밉지 않고, 전라도 사투리로 ‘귄’있게 한다. ‘귀엽다’ 보다 ‘사람을 끄는 매력이 있다’라고 보면 되겠다. 그것을 가진 배우가 최진실이었다. 죽었다는 말을 들었을 때 너무 속상했다. 잊히지 않는 배우이다”라고 말했다.
2010년 4월, 배우 손현주는 SBS 《한밤의 TV 연예》에서 “연기 잘하는 배우가 먼저 갔다는 것, 아이들을 두고 먼저 갔다는 게 가장 마음 아프다”라고 말했다.
2010년 7월, SBS 2010년 남아공 월드컵 축구 해설위원 차범근은 미투데이의 《차범근 위원에게 물어보세요》 코너에서 1998년 프랑스 월드컵 대회 기간 중에 국가대표 감독직에서 해임당하면서 가족들이 받았던 상처에 대해 털어놓았는데, 이 코너에서 차범근은 “최진실 씨가 자살하기 전에, 루머를 퍼트린 사람하고 통화를 하다가 ‘뭐 그런 걸 가지고 그러냐’라고 하는 말에 가슴을 쳤다는 얘기에 100% 공감했다. 사람들이 밖에서 생각하는 것보다 본인들이 받는 상처는 훨씬 크다”라고 말하면서 인터넷상에서 악성 댓글을 자제해 줄 것을 당부했다.
2011년 4월 12일, 배우 김여진은 사단법인 마들연구소 명사 초청 특강에서 "최진실 씨는 모든 연예인들의 워너비(되고 싶은 대상)였어요. 그런 분이 자살했어요. 최진실 씨는 연기자로 최고였지만 마음이 아파 제대로 먹지도 못했죠. 우리가 뭔가 되면, 무언가 가지면 행복할 거다 생각하는데 과연 그럴까요? 우리 사회의 구조적 문제가 분명히 있어요. 사람들은 문제가 있으면 풀어야 한다 생각하죠. 그런데 왜 그렇게 못할까요? 두려워서죠. 찍힐까 봐 밉보일까 봐…" 라고 말했다.
2011년 4월 14일, 영화 감독 신동일은 단편영화 《진실을 위하여》를 완성했는데 이 영화는 정보인권을 소재로 다룬 영화로서 최진실을 추모하는 의미를 담고 있다고 언론 시사회에서 밝혔다. 《시선 너머》는 2003년부터 시작한 국가인권위원회의 8번째 인권영화 프로젝트이자 국가인권위원회가 제작한 다섯 번째 '시선' 시리즈이며, 다섯 감독이 인권에 대한 다섯 가지 이야기를 전하는 옴니버스 영화인데, 《진실을 위하여》는 그 다섯 편의 영화 중 하나이다.

#### 영화인 및 방송인 반응
2008년 10월 6일, 씨네21에서는 ‘최진실을 기억합니다’라는 코너를 마련하였는데, 그 내용 중 일부는 다음과 같다.
* 온 국민을 눈물바다로 몰고 간 영화 《편지》의 제작자 신철
| “ | 최진실은 그가 어릴 때부터 알고 지내는 사이였다. 데뷔 이후 이혼이라는 역경도 있었고, 어려운 일도 많이 겪은이다. 그런데 항상 씩씩하게 자기 환경에서 오는 악재를 이기고 열심히 임해서 대견스럽게 생각했다. 연기를 할 때도 악착같이 자기 맡은 바 배역을 다 해내는 좋은 배우였다. 쉽지 않은 삶이었지만, 지금까지 잘 이겨냈으니 웬만한 시련은 버틸 줄 믿었는데, 놀랍고 안타까운 마음을 금할 길 없다. | ” |
- ‘최진실 신드롬’을 가속화한 영화 《나의 사랑 나의 신부》의 감독 이명세

| “ | 부산국제영화제 오다가 듣고 멍한 기분이다. 《나의 사랑 나의 신부》하면서 즐거웠던 생각도 나고 지금 마음이 복잡하다. 2년 전에 백상예술대상 시상식 때 만나서 꼭 소주 한 잔 하자고 했는데…. 서로 바쁘다는 이유로 옆에서 박수만 보냈었다. 그의 죽음이 너무 마음 아프지만 한편으로 이번 일을 계기로 한 가지는 짚고 넘어갔으면 한다. 제발 사람들이 아무 생각 없이 다른 사람에게 상처 입히는 지금의 풍토를 자각했으면 좋겠다. 가족이라면 이렇게 할 수 있었겠나. 남의 일이라고 막말하는 사람들에게 분노가 앞선다. | ” |
- 최진실의 마지막 방송이 된 OBS 《최진실의 진실과 구라》의 연출가 유진영

| “ | 최진실 씨는 일에 있어서 프로였다. 항상 밝은 모습을 보여주셨고, 힘든 일이 많았겠지만 함께 일하는 제작진에게는 전혀 그런 내색이 없었다. 2008년 8월 19일에 마지막 녹화가 있었는데, 그 때 역시 내년에 '시즌2'에서 다시 만나자며 즐겁게 말했다. 너무 뜻밖이고 안타깝다. | ” |

또, 2008년 10월 21일, 씨네21은 ‘영화인과 방송인 15인의 글’이라는 코너를 마련하였는데, 그 내용 중 일부는 다음과 같다.

- 배우 박중훈 : ‘귀여움 하나로 한 시대를 사로잡다니’

| “ | 내가 최진실을 처음 본 건《남부군》(1990년)때다. 당시 최진실은 체격도 왜소하고 배우가 가질 수 있는 전형적인 매력을 가진 인물은 아니었다. 《나의 사랑 나의 신부》를 준비할 때 제작사에서 최진실을 언급하기에 난 오히려 반대를 했다. 한 영화의 주연을 맡기엔 너무 가냘프고 귀엽기만 할 뿐 존재감이 없지 않을까 싶었다. 그런데 영화가 개봉할 때쯤엔 나보다 인기가 더 좋았다. 배우가 그 타고난 귀여움만으로 한 시대에 어필했다는 것은 그전까지 우리나라에선 없었던 일이다. 아름다움이라든가 연기력이라든가 엄청난 카리스마라든가 그런 것들로 어필한 경우는 많았지만, 귀엽다는 매력 하나로 한 시대를 가져갔다는 건 적어도 우리나라 배우사에선 획기적인 일이 아니었나 싶다. 현재까지도 후무하다고 생각한다. 코에서부터 입 주위 움직임이 어쩜 그렇게 귀엽고 자연스러울까. 배우의 유형으로 말하자면 최진실은 자신이 어떤 인물 속으로 들어가서 새로운 캐릭터를 매번 창조한 쪽보다는 본인의 매력이 워낙 강해서 그것으로 배우 생활을 하고 인정 받았던 것 같다. 함께 작업하면서 두 가지 모습을 분명하게 느꼈다. 하나는 굉장히 상냥하고 귀엽고 맑고 소녀 같은 순수함과 연약함을 가졌다는 것이었고, 다른 하나는 굉장히 강인하고 집념이 강하고 악바리 근성을 가졌다는 것이었다. 양립하기 힘든 가치가 한 사람에게 모두 있는 특수한 경우였다. 무엇보다 그의 가장 큰 장점은 자연스러움이었다. 《나의 사랑 나의 신부》를 계기로 오빠-동생 사이로 5∼6년 동안 정말 가깝게 지냈는데, 내가 기억하는 그는 인간관계를 맺을 때 뒷생각을 잘 못하는 편이었고, 있는 그대로 사람을 대하는 쪽이었다. 그런 자연스러운 인간성이 연기하는 데에도 영향을 끼치지 않았겠나. 최진실이 사랑 받은 작품들을 보면, 그는 은막 속의 인물이라든지 무지개 저편 너머의 인물이 아닌, 바로 우리 곁에 있는 생활인이었다. 그건 본인이 갖고 있는 성격적 자연스러움에 캐릭터가 연결되었기 때문일 거라고 생각한다. | ” |
|   | — 박중훈, 영화 《나의 사랑 나의 신부》(1990년), 영화 《마누라 죽이기》(1994년) 등에 함께 출연했던 배우 |   |
- 감독 강우석 : ‘남녀노소 모두가 사랑했지’

| “ | 최진실은 내가 아주 오래전부터 봐왔어. 저 체격에 귀엽기만 한 이미지를 갖고 배우가 될 것인가. 《미스터 맘마》를 할 땐 이미 톱스타였는데, 실제로 작업해보니까 되게 욕심도 많고, 자기가 연기 맛을 알면 큰 배우가 되겠다 싶더라고. 보통 여자배우는 같은 여자 관객이 끌려하기보다 남자 관객이 끌려하고, 남자배우는 그 반대이고 그런 게 있잖아. 최진실은 무조건 남녀노소야. 아주 인기가 많았고, 대중의 선호도가 아주 높았어. 영화가 아무리 후져도 최진실이 나오니까 사람들이 그걸 보러와. 요즘엔 영화가 좋아서 손님이 드는 거지만 당시엔 그 정도의 파워를 최진실이란 배우가 갖고 있었다고. 그러니까 최진실을 캐스팅하는 게 얼마나 어려웠겠어. 시나리오는 전부 최진실한테 먼저 가니까. | ” |
|   | — 강우석, 영화 《미스터 맘마》(1992년), 영화 《마누라 죽이기》(1994년) 등을 연출했던 감독, 영화 《홀리데이 인 서울》(1997년)을 제작했던 제작자 |   |
- 감독 정지영: ‘보통 아이는 아니었다’

| “ | 캐스팅할 때만 해도 완전히 신인이었지. 인터뷰를 할 때 최진실은 예쁘게 보이는 것에 전혀 신경을 쓰지 않았고 내 눈을 똑바로 보면서 묻는 말에 당당하게 대답했다. 연기는 100% 만족한 건 아니었지만 신인치고는 제법이라고 생각했다. 그리고 독한 면이 있었다. 한번은 부상을 당해 병원에서 어딜 꿰매고 왔는데 상처가 다 아물지도 않은 상태에서 촬영을 했다더라. 말을 안 해서 아무도 몰랐는데 나중에 매니저가 말해줬다. 그 말을 듣는 순간 보통 아이는 아니라고 생각했었다. | ” |
|   | — 정지영, 영화 《남부군》(1990년)을 연출했던 감독 |   |
- 감독 이명세 : ‘선천적으로 카메라와 잘 어울렸던 사람’

| “ | 당시 최진실은 정말 신인이었다. 지금 와서 생각해보면 상당히 끼가 많았구나 싶다. 보통 신인 배우들은 웬만해서는 카메라 앞에서 많이 어려워하는 편인데 최진실한텐 그런 게 없었다. | ” |
|   | — 이명세, 영화 《나의 사랑 나의 신부》(1990년)를 연출했던 감독 |   |
- 감독 장길수 : ‘도전, 그리고 또 도전’

| “ | 최진실 씨 인기가 한창 좋을 때, 《수잔 브링크의 아리랑》을 함께 하게 됐다. 그 때의 최진실은 《나의 사랑 나의 신부》와 전자제품 광고가 연달아 히트하면서 '사랑스러운 새댁 이미지'를 강하게 갖고 있었다. 온갖 작품들의 제의가 밀려들었을 텐데, 《수잔 브링크의 아리랑》을 택했다. 배우로서 하기 어려운 역할이었다. 대사는 한국말이 거의 없이 외국어였고, 그것도 영어도 아닌 스웨덴어였다. 매우 비극적인, 불행한 여자 이야기였다. 본인은 ‘난 이런 역할 자신없어’가 아니라 ‘한번 도전해보겠다’라는 생각을 분명히 갖고 있었다. 당시 석달 동안 스웨덴에 가서 살면서 스웨덴어를 열심히 배웠고, 한글로 발음을 옮겨 쓴 대사들을 열심히 외워서 잘했다. 작품에 임하는 동안에는 스스로 한계를 두지 않고 그걸 넘어서려고 노력을 많이 했다. 《나는 소망한다 내게 금지된 것을》도 가벼운 작품이 결코 아니었다. 나름 심각한 캐릭터만 제안해서 내 심정도 좀 그렇긴 했지만, 페미니스트 투사 같은 역할을 본인이 하겠다고 받아들였다. 나는 최진실을 자기가 해보지 않았던 영역에 대해 도전의 필요성을 느끼고, 그 도전을 위해 굉장히 열심히 노력했던 배우로 기억한다. | ” |
|   | — 장길수, 영화 《수잔 브링크의 아리랑》(1991년), 영화 《나는 소망한다 내게 금지된 것을》(1994년) 등을 연출했던 감독 |   |
- 감독 한지승 : ‘자기만의 대사나 리액션을 만들 줄 알더라’

| “ | 최진실은 내가 상상했던 《고스트 맘마》의 주인공 그 자체였다. 《고스트 맘마》를 준비하면서, 슬프지만 희망의 여지도 남길 수 있는 배우를 찾고 있었다. 그런 맥락에서 최진실만큼 딱 맞아떨어지는 배우는 없었다. 그는 대사나 리액션을 그냥 하는 게 아니라, 완전히 자기 것으로 만들 줄 아는 배우였다. 20대에 아이 어머니 역할을 맡았는데도 나이의 한계가 전혀 느껴지지 않았다. 나는 그 당시 막 데뷔하는 신인 감독이었고, 진실 씨는 위치가 확실한 연기자라서 솔직히 긴장을 많이 했었는데, 나와 코드가 맞지 않는 부분이 있을 때도 자기가 틀렸다고 생각되면 재빨리 수정하는 모습을 보면서 좀 놀랐다. 진실 씨는 항상 이 부분은 이렇게 가는 게 맞냐고 물어봤고, 스스로 부족하다는 생각이 들면 나에게 도움을 청했다. | ” |
|   | — 한지승, 영화 《고스트 맘마》(1996년)를 연출했던 감독 |   |
- 감독 이정국 : ‘넘치고 넘치는 감수성’

| “ | 최진실은 처음부터 《편지》의 주인공은 아니었다. 비슷한 시기에 출연한 《베이비 세일》(1997년)이 잘 안 되는 바람에 제작사에서 반대를 했었지. 그런데 나는 자꾸 최진실 생각이 나더라. 함께 거론했던 다른 여배우들은 그냥 예쁘고 아름다웠는데, 최진실은 눈가가 촉촉히 젖어 있다는 느낌을 받았다. 그런 이미지가 멜로에 적합하다는 생각이 들어서 내가 적극 추천했다. 촬영할 때, 신인이었던 박신양은 치열하게 몰입하는 모습이 눈에 보였던 반면, 최진실은 무척 편안하고 자연스럽게 '아미'를 연기했다. 그래서 스탭들끼리 '역시 관록있는 배우'라고들 했다. 그리고 스탭들에게 정말 잘했다. 광릉 수목원에서 키스하는 장면을 찍을 때였나. 쉬는 시간에 스탭들 볼에 일일이 뽀뽀를 해주고 있더라. 그걸 보면서 '톱스타인데 이런 면도 있네'라고 놀랐던 기억이 난다. 눈물 흘리는 장면을 하루에 몰아서 찍은 건 지금까지 미안하다. 21회 차로 마무리를 해야 했기 때문에 어쩔 수 없었지만, 그 날 진실 씨는 눈이 아플 때까지 울었다. 그런데 시사회에서는 촬영할 때 운 것보다 더 펑펑 울더라. '다른 배우들보다 감수성이 더 예민한 사람이구나'라고 생각했었다. | ” |
|   | — 이정국, 영화 《편지》(1997년)를 연출했던 감독 |   |
- 감독 윤인호 : ‘스타보다 배우이고자’

| “ | 마음을 열기까지 오랜 시간이 걸리는 사람이었던 것 같다. 그런데 한번 (마음이) 풀어지기 시작하니 그 속도가 엄청났다. 어느 순간부터 속얘기를 많이 하더라. '내겐 20대가 없었다'라는 말을 많이 했다. 이 사람 저 사람 손에 이끌려 촬영 현장에서 20대를 보낸 것에 지친 것 같았다. 오죽하면 '세트장 들어오는 시간이 제일 편하고 좋다'라는 말을 했겠나. 진실 씨는 어떤 배우가 될 것인지에 대해 많이 고민했었다. 《마요네즈》도 기존의 이미지를 바꿔보고 싶은 생각에 선택한 작품이었는데, 그러다보니 겁을 먹은 것 같았다. '난 연기에 소질이 없다'거나 '김혜자 선생님처럼 타고난 연기자였으면 좋았을 텐데, 내가 민폐가 되는 것 아니냐'라는 걱정을 많이 했다. 이런 문제로 눈물을 보인 적도 있었다. 그래서 '지금까지 항상 진실 씨가 누군가의 발판에 의해 널뛰기를 했다면 이번에는 김혜자 선생님이 널뛰기를 하시는 영화이니 좋은 발판이 되어줬으면 한다'라고 말했던 기억이 있다. 김혜자 선생님과는 진짜 모녀지간처럼 지냈는데, 진실 씨가 선생님께 연기를 배우려고 많이 노력했다. 톱스타여서 스케줄이 빡빡했는데도 '연기를 잘하려면 영화를 위해 스케줄 비우는 게 제일 중요하다'라는 선생님의 말씀에 일정을 조정하려고 노력했었고. | ” |
|   | — 윤인호, 영화 《마요네즈》(1999년)를 연출했던 감독 |   |
- 영화사 <씨네2000> 대표이사 이춘연 : ‘내 살붙이 같은 아이’

| “ | 《마요네즈》 전에도 인연이 있었다. 《남부군》에 캐스팅될 수 있도록 도와준 역할을 했다. 《마요네즈》를 할 땐 이미 큰 배우가 되어 있었다. 캐스팅하게 된 계기는 김혜자 선생의 뜻이 컸다. '세상의 모든 어머니와 자식들이 이 영화를 보게 하자'라는 의도로 기획한 영화였는데, 어머니 역할을 맡은 김혜자 선생이 자기 딸 역할을 진실이가 해줬으면 좋겠다고 얘기하셔서 최진실을 캐스팅하게 된 셈이다. 함께 작업하면서 조카 같은 생각을 하고 살았다. 고마웠고, 예뻤고, 아꼈던 배우이다. | ” |
|   | — 이춘연, 영화 《마요네즈》(1999년)를 제작했던 제작자 |   |
- 감독 박제현 : ‘이런 열정은 처음 봤다’

| “ | 《단적비연수》를 만들 당시 나는 신인 감독, 최진실은 당대 최고 배우였다. 캐스팅 제의를 했을 때 답이 아주 빨리 와서 깜짝 놀랐던 기억이 난다. 그는 영화를 하고 싶다는 열정이 굉장히 강한 배우였다. '배우의 꽃은 영화'라는 생각을 가지고 있었다. 도전적인 얘기를 많이 했다. '편하게 대해라, 시키고 싶은 거 다 시켜라, 예쁜 분장 아니라도 상관없다'라고 했다. 한마디로 존경할 만한 배우였다. 최진실은 나와 동갑이었는데, 워낙 연기 경험도 많고 현장 경험도 많아서 사람들을 이끄는 포스나 영화에 임하는 자세가 남달랐다. 예를 들면, A급 배우들만 모아놓다 보니 스케줄 조율하기가 힘들었는데, 진실 씨가 항상 먼저 나서서 '야, 나도 그 날 광고 있어. 그거 안 하고 올 테니 너도 와라'라고 하며 중재 역할을 맡곤 했다. 신단으로 끌려가는 장면을 찍을 때는 갯벌에서 촬영하느라 시간이 촉박했는데, 충분한 디렉션을 주지 못한 상태에서 한 컷 만에 완벽한 연기를 선보이는 그를 보면서, '아, 배우란 이런 것이구나'라고 생각하기도 했다. | ” |
|   | — 박제현, 영화 《단적비연수》(2000년)를 연출했던 감독 |   |
- 영화홍보사 <올댓시네마> 대표이사 채윤희 : ‘타인까지 웃게 하는 환한 미소’

| “ | 웃는 모습이 참 예쁜 배우였다. 동생 같고, 바로 옆집에 사는 친구 같은 이미지가 강했다. 그전까지는 여배우라고 하면 가까이 하기 힘든 느낌이 컸다. 강수연이나 심혜진, 이미숙 같은 여배우들이 모두 그런 이미지였으니까. 근데 진실 씨는 이웃 같은 느낌이 있었고 그가 하는 역할들도 우리 주변에서 흔히 볼 수 있는 것들이었고. 그런 편안함이 사람들에게 먹히지 않았나 싶다. | ” |
|   | — 채윤희, 영화 《나의 사랑 나의 신부》(1990년)를 기획했던 기획자, 《고스트 맘마》(1996년), 《단적비연수》(2000년) 등을 홍보했던 홍보마켓터 |   |
- 배우 안성기 : ‘새 시대의 배우의 등장’

| “ | 최진실은 그늘지지 않고 상큼하고 발랄한, 그 시대에 보기 드문 캐릭터였다. 아무래도 암울한 시대를 거치다보니 그 당시 배우들은 어두운 캐릭터를 연기하는 게 몸에 배어 있었는데, 최진실의 경우 빨치산을 돕는 간호사 역할을 맡았는데도 밝은 분위기가 났다. '우리와는 다르구나. 세대도 다르고 느낌도 새로운, 새 시대의 배우가 나왔구나'라는 생각이 들었었다. 최진실은 실제로도 밝고 명랑한 아이였다. 무엇보다도 잘 웃었다. 《남부군》의 '박민자'가 쉬운 역할은 아니었는데, 긴장은 안 했던 것 같다. 처음에는 도시적이고 현대적인 이미지라서 솔직히 '잘 할 수 있을까'라는 생각도 있었는데, 빨치산 역할의 거칠고 미운 분장도 아랑곳하지 않더라. | ” |
|   | — 안성기, 영화 《남부군》(1990년)에 함께 출연했던 배우 |   |
- 전(前) MBC PD, OBS 사장 주철환 : ‘구김살 없는 단 하나의 표정’

| “ | 처음 만난 건 대학생 퀴즈프로그램인 MBC 《퀴즈 아카데미》를 연출할 때 그가 게스트로 출연하면서였다. 프로그램 중간에 나와서 문제를 읽어주는 역할이었는데, 당시 인기 연예인들이 나오는 자리였고 최진실 씨는 CF 모델로 유명해져 있었다. MBC 《우정의 무대》란 프로그램을 내가 맡았을 때도 출연 요구에 즐겁게 응해줬다. 내가 그 프로그램을 1년 연출했는데 그 사이에만 4번이나 나와주었다. 내가 OBS로 옮겨 온 뒤 OBS 《최진실의 진실과 구라》를 하게 된 것도 그런 인연이다. 그는 내면에 그 어떤 대단한 슬픔을 지녔을지라도 겉으로는 명랑한 분이었다. 쾌활하고 발랄하고. 그런 면에서 나와 통했다. 서로 유쾌한 이야기들을 많이 나눴다. 사람들이 그의 히스토리를 많이 알고 있다. 어렵게 자랐다, 수제비를 먹고 자랐다 등등. 이른바 그는 구김살 있는 과거를 가진 사람이지만 구김살 없는 표정을 가진 사람이기도 했다. 그 모습이 언제나 기특하다고 생각했다. 대견했다. 어떤 일도 혼신의 힘을 다해서 했다. | ” |
|   | — 주철환, MBC 《일요일 일요일 밤에》, 《퀴즈 아카데미》, 《우정의 무대》 등을 연출했던 PD, OBS 《최진실의 진실과 구라》를 기획했던 방송국 사장 |   |
- 전(前) KBS PD 김종창 : ‘온몸으로 말 거는 연기자’

| “ | 처음부터 최진실을 《장밋빛 인생》에 캐스팅하려고 했던 건 아니다. 최진실이란 이름만 꺼내도 주변에서 만류하던 분위기가 있었는데, 다른 배우들을 캐스팅하는 일도 쉽지 않았다. 그 때 최진실도 공백기를 좀 더 가지고 싶었던 것 같았는데, 이 작품 시놉시스를 보고 재기가 가능한 작품이라고 판단했던 것 같다. 캐스팅 단계에서 한 번 만나게 됐는데, 다툼이 생겼다. 일종의 기싸움이었던 것 같다. 주변의 우려에도 불구하고 그를 캐스팅하기로 생각한 만큼, 난 최진실이 기존의 예쁘고 발랄한 이미지를 버리고 무에서 유를 만들 수 있어야 한다고 생각했다. 최진실 본인은 자신의 배우 경력이 십 몇 년인데 이런 오디션 자리를 와야 하느냐며, 자존심이 상했던 것 같다. 하지만 그 뒤로 재차 만나면서 오히려 조율이 쉬웠다. '머리를 어떤 식으로 펌했으면 좋겠다'와 같은 내 요구도 다 들어주면서, 자신의 의견도 적극적으로 말했다. 캐릭터를 만들기 위해 어머니 옷과 가방들을 가져와 촌스럽게 꾸미더라. 작품 촬영에 들어가고부터는 삶인지 연기인지 모를 정도로 신기가 느껴지는 연기를 매회 보여줬다. 신인처럼 대본을 끼고 살았다. 맹순이가 우는 장면들이 많았는데, 그때마다 스탭들이 같이 눈물을 흘려 자주 NG가 나기도 했다. 잔머리를 굴리거나 하지 않고 온몸으로 연기하고 있다는 걸 알 수 있었다. 그전에 내가 아는 최진실은 자기가 가진 이미지를 반복해서 보여주는 배우였다. 이 드라마로 180도 다른 모습을 보여줬다고 생각한다. 작품이 방영 초반부터 시청률도 잘 나오고 평가가 좋아지니, 그 자신도 농담처럼 '내 안티팬 다 어디 갔냐'라고 말하기도 했다. 이 작품을 통해 <KBS 연기대상>, <백상예술대상> 등에서 상을 받고는, '내 인생이 장밋빛 인생 같다. 세상에서 제일 잘한 일은 두 아이를 갖게 된 것과 이 드라마를 하게 된 것이다'라고 말한 기억이 난다. | ” |
|   | — 김종창, KBS 《장밋빛 인생》(2005년)을 연출했던 PD |   |
- MBC PD 이태곤 : ‘좋은 어머니상을 가진 배우로 늙고 싶어했다’

| “ | 《내 생애 마지막 스캔들》은 드라마 기획 의도 자체가 30대 말에서 40대 초에 있는 아줌마의 자아찾기였다. 기획자들과 나를 포함한 스탭 모두 이구동성으로 꼽은 배우가 최진실이었다. 우선 연령대가 적합했다. 그는 MBC 《질투》(1992년)를 통해 트렌디 드라마의 시초를 열었고 현대식 신데렐라 스토리와 로맨틱 코미디에 가장 잘 어울렸던 배우 중 하나였다. 결혼해서 아이도 있지만 왕성하게 일하고 있고, 과거가 행복하기만 한 건 아니었으니 본인의 이야기와 캐릭터가 맞는 부분도 있었다. 최진실 씨와는 MBC 《그대 그리고 나》(1997년)에서 조연출을 할 때 처음 만났다. 단지 어머니가 됐고, 이혼한 상태였다는 것뿐, 여전히 예뻤고 쾌활했고 당당했고 자신 있었고 잔정이 많았다. 일을 하는 태도도 여전히 훌륭했다. 누구나 열심히 한다고는 하지만, 그는 손에서 대본을 놓지 않았고, 촬영장에 항상 제일 먼저 와 있었다. 조명도 켜지지 않은 시간에 나와서 대사를 외우고 있었고, 농담을 하다가도 대본에 몰입했다. 주인공이라서 대사도 많고 대본도 늦게 나왔는데, 그 많은 대사와 설정들을 다 소화했다. NG가 나면 자학을 할 정도로 심하게 열정적이었다. 그래서 주변 배우들이 상대적으로 많이 긴장하기도 했다. 그에게서 연기에 대한 열정을 배웠다는 얘기들을 배우들이 많이 했다. 《내 생애 마지막 스캔들》도 밤새워 찍는 날이 많았는데, 샌드위치니 삶은 달걀이니 이런 걸 슬쩍슬쩍 주머니에 넣어주고 가곤 했다. 언젠가 겨울에 밤샘 촬영을 하고 있었는데, 자기 이모에게 부탁해서 닭죽 60인분을 새벽 3시에 싸온 적도 있다. 드라마 끝날 때쯤 되면 쫑파티 걱정을 제일 먼저 한다. 결국 그런 현장의 분위기가 드라마의 질을 만든다는 걸 누구보다 잘 알고 있는 것 같았다. 물론 깐깐하기로도 소문이 많이 나 있다. 사실은 모든 사람들이 '최진실은 강한 사람이다'라고만 생각했지, 그가 얼마나 큰 고통 속에 있었는지는 고려해보지 않았던 것 같다. 《내 생애 마지막 스캔들 시즌2》 얘기가 진행 중이었고 시놉시스가 나와서, 원래 오늘(10월 7일)이 만나기로 한 날이었다. 동갑내기라서 많이 친했는데, 사실은 전화가 와도 잘 안 받고 그랬다. '또 대본 독촉하는 거겠지?'라고 생각하고. 평생 연기자로서 살겠단 얘길 했다. 나중에 늙으면 김혜자 씨처럼 되고 싶단 얘기도 했는데, 자기 이미지로 그렇게 될 수 있을까라고 걱정도 하더라. '사랑도 많이 받았지만 미움도 많이 받았던 것 같다'라고 하면서, '그렇게 좋은 어머니상을 가진 배우가 될 수 있을까'라고 말하더라. 그의 죽음이 단순히 '악성 댓글 때문이다'라고 얘기하는 건 이 사건을 지나치게 단순화하는 것이라는 생각이 든다. 우리 모두가 그에게 빚을 진 것 같단 생각이 든다. 지금껏 그의 많은 작품들을 통해 즐거움과 기쁨을 받았는데, 정작 그가 어려움에 처하고 도움을 청했을 때 우린 무시 했거나, 욕을 했거나, 비난의 눈초리를 보냈거나, 질투를 했거나, 그러지 않았나. | ” |
|   | — 이태곤, MBC 《내 생애 마지막 스캔들》(2008년)을 연출했던 PD |   |

#### 대한민국 외 반응
2008년 10월 4일(한국시각), 뉴욕 타임스는 《Web Rumors Tied to Korean Actress’s Suicide(인터넷 루머가 한국의 배우를 자살로 이끌었다)》라는 제목의 기사를 통해 최진실의 사망 소식을 집중적으로 조명했는데, 그 내용은 다음과 같다.
한국의 톱스타 최진실의 죽음은 '악의적인 온라인 루머'와 관계가 있다. 한국은 세계 최고 수준의 온라인 커뮤니티를 갖추고 있고 또한 높은 자살률을 기록하는 나라이다. 이런 사회 분위기 속에서 ‘악의적인 온라인 루머’는 또다른 사회 문제가 되고 있다. 최진실의 동료 배우인 안재환이 최근 자살을 했는데, 그 자살 원인은 빚 때문이었다. 안재환의 자살 이후 온라인상에서는, 최진실이 안재환에게 돈을 빌려주었고 그 돈을 상환하도록 안재환을 압박해서 그를 죽음으로 몰았다는 루머가 돌았다. 최진실은 이미 이혼으로 고통을 받았는데, 이런 '악의적인 헛소문'으로 인해 마음의 상처가 더 커졌다. 한국은 전체 가구의 80％가 인터넷 통신망을 갖추고 있어서 온라인상에서의 상호작용이 매우 활발하다. 거의 대부분의 웹사이트에는 게시판이 있는데, 네티즌들은 이곳에서 익명으로 '검열받지 않은 글'을 자유롭게 쓸 수가 있다. 이로 인해 악성 루머가 매우 빠르게 퍼지고 그 루머의 피해자는 하룻밤 사이 이미지에 커다란 타격을 받게 된다. 최근 한국의 대형 포털 사이트들은 온라인상의 인신공격이나 악성 루머에 대응하기 위해 모니터 요원을 2배로 증강시켰지만 그 피해를 막기에는 역부족인 것이 현실이다.

이에 앞서 AP통신, UPI, BBC, LA타임스, 가디언 등 다른 유수 언론들도 최진실의 출연작과 한국에서의 위상 등을 전하며 최진실의 죽음과 관련하여 한국 내에서의 파장에 대해 관심을 나타냈다. 중국, 일본, 동남아시아, 인도 등 한류권 언론들도 최진실의 죽음을 비중있게 다뤘다. 특히, 중국에서 최진실은 원조 한류 스타 중 하나로서 팬들의 가슴속에 오랫동안 자리해왔다. 최진실의 사망 소식이 알려진 직후부터 중국에서는 인터넷 매체와 일간지를 불문하고 이 사건을 매우 충격적이고 거대한 사건으로 다루면서, 연일 이 사건이 조명되었다.
미국의 유력 언론들이 최진실의 사망 소식을 앞다퉈 보도하고 있는 가운데, 미국의 시사 주간지 타임도 최진실의 사망 소식을 대서특필했다.
2008년 10월 7일(한국시각), 타임은 《South Koreans Are Shaken by a Cerebrity Suicide(스타의 자살에 한국인들이 흔들리고 있다)》라는 제목의 기사를 통해 최진실이 자살을 택할 수밖에 없었던 한국 사회의 문제점과 최진실의 자살이 한국 사회에 미치는 후폭풍을 집중적으로 소개했는데, 그 내용은 다음과 같다.
최진실은 '한국의 줄리아 로버츠', '한국의 안젤리나 졸리'라는 표현도 부족할 정도로 국민적인 배우이다. 한국은 정서적으로는 매우 보수적인 사회이고 정보기술적으로는 능숙한 사회이다. 최진실은 이런 사회 분위기 속에서 한국 여성이 맞닥뜨릴 수 있는 어려움이 무엇인지 대표적으로 보여주었다. 한국 사회에서는 강한 여성을 좋아하지 않고 싱글맘은 인격 장애를 가진 것으로 여겨진다. 최진실은 2004년 이혼을 했고 싱글맘이었는데, 한국에서 금기시되는 이혼모에 관한 이야기를 공개적으로 했으며 싱글맘이 환영받지 못하는 한국 사회를 바꿔보기 위해 노력했다. 최진실은 자살한 동료 배우와 관련된 악성 루머 때문에 힘들어 했고 그로 인해 죽음에 이르렀지만, 한국 사회에서 사회생활하는 여성의 경우, ‘싱글이고 이혼모’라는 타이틀을 가지고 있으면 '괄시받는 계층(pariah status)'으로 여겨져 사회활동에 불이익을 받는데, 최진실은 이러한 것들로도 고초를 겪어왔다. 최진실의 죽음이 모든 언론의 헤드라인을 장식했지만, 보수적인 한국 사회에서 이혼모로 살아간 최진실의 고통을 언급하는 데는 거의 없었다.

## 사후 발생한 사건

### 친권 논란
2008년 10월 2일, 최진실의 사망으로 최진실의 두 자녀는 유산을 물려받게 되었고 조성민은 그 유산을 관리하는 것에 대하여 권리를 행사하려고 하였다. 이에 최진실의 어머니 정옥숙은 조성민의 ‘친권자 자격 여부’를 확인하기 위한 소송을 준비했다. 이는 미성년자의 법률적 재산관리권자가 정해지지 않은 상태에서 은행 등이 관행적으로 일처리를 한 결과였다. 정옥숙은 이와 관련한 소송을 진행하기 위해 진선미 변호사를 선임하였다.
2008년 11월 11일, '한부모 가정 자녀를 걱정하는 진실 모임' 출범식이 있었다. 이 출범식에는 호주제 폐지를 위한 시민의 모임 대표로 활동하고 2005년에 호주제 폐지를 이루어낸 경험이 있는 한의사 고은광순을 비롯하여 여성학자 오한숙희, 배우 손숙과 김부선, 방송인 허수경, 변호사 원민경, 《매일 아침 밥상 차리는 남자》(2000년)의 저자 오성근 등이 참석했다. 손숙은 참석자들을 대표해서 '한부모 가정 자녀들을 위하여'라는 성명서를 낭독하였고, 이 성명서에는 제3대 여성부 장관 장하진, 배우 권해효, 소설가 공선옥과 이경자, 서울대학교 법과대학 교수 양현아, 방송인 서세원-서정희 부부, 동국대학교 영상학과 교수 유지나 등이 서명에 참여하였다. 이 자리에서 허수경은 “최진실을 짓밟았던 배우자가 재산을 관리하고, 아이들을 만나주지 않은 아버지가 자동적으로 친권자가 되고, 아이를 키운 어머니가 딸의 재산과 손자손녀의 앞날에 대해 1%의 권리도 주장할 수 없는 곳이 이 땅이다”라고 말하며 불합리한 현실을 규탄했다.
최진실은 2002년부터 2004년까지 이혼 숙려 기간을 가졌다. 이혼 타령 시기에 조성민은 최진실(가족)을 대상으로 정조의 의무 위반 행위, 폭력 행위, 사기 행위, 명예훼손 행위, 허위사실유포 행위 등을 저질렀고, 이혼 계약서를 작성하는 과정에서는 친권포기각서도 작성하였으며, 이혼 후 면접교섭의 의무가 있었지만 그 의무를 이행하지 않은 것은 물론 그 의무를 이행하지 않겠다는 뜻을 언론을 통해 적극적으로 표현했었다. 더욱이 최진실은 조성민의 이혼 타령 시기에 임신 중이었는데, 조성민은 최진실의 뱃속에 있는 아이가 간통을 통해 잉태되었을지도 모른다는 내용의 말을 언론을 통해 함으로써 최진실은 물론 최진실의 자녀의 명예를 훼손하는 일도 서슴지 않았었다. 햇수로 3년 동안 최진실을 상대로 소송이혼 절차조차 밟지 못하는 것을 보여줌으로써 최진실이 유책배우자라는 자신의 주장이 논파되었음에도 불구하고 조성민은 이혼 후에도 최진실이 유책배우자라는 전제 하에 처신하였는데, 이는 자신의 말을 받아써주는 기자들이 있었기 때문에 가능하였다.

2008년 11월 12일, 배우 권해효는 CBS 《김현정의 뉴스쇼》와의 인터뷰에서 다음과 같이 말했다.
소위 친권은 '호적'이라든지 '개인신분등록' 상에서 말하는 부모·자식 간의 관계를 뜻하는 것이 아니고요. 미성년인 아이들이 성장할 때까지, 그 아이들을 양육하고 그 아이들의 재산을 관리할 수 있는 권리이자 의무를 얘기합니다. 그런 친권은 아이들이 성년이 되면 소멸되는 거죠. 그런데 과연 5년 동안 아이들을 방치했던 조성민 씨가 그런 의무를 이행할 수 있을 것인가에 대한 의구심이 들고요. 결과적으로 볼 때, 늘 이것이 금전적인 것과 연결되기 때문에 문제가 아닌가 하는 생각이 듭니다. 외국에서는 친권이 이동할 때마다 법정에서 친권자에 대해 파악을 해서 사안별로 심사를 통해 친권자를 선정하는데, 국내에서는 양쪽 부모가 존재하다가 한쪽이 사망할 경우, 생존하는 생물학적 아버지 혹은 어머니에게 무조건 친권이 넘어가게 되는 과정 속에서 문제들이 생기는데, 이에 대해 이것을 사안별로 선별적으로 구제하도록 하거나, 아이의 입장을 고려한, 그런 법적·제도적 장치가 필요하지 않을까 하는 거죠. 예를 들면, 이혼 후 새로 꾸린 가정에서 양육되던 아이들의 경우, 갑작스런 사고로 그 부모가 동시에 사망했을 때, 오래전에 이혼했고 전혀 친권을 행사하지 못했고 양육권도 갖지 않았던 사람이 나타나서, 그 아이들의 유산을 친권 통해서 제한하고 운영할 수 있다면 불합리하지 않겠습니까. 아무튼 다양한 가족 형태 등을 고려해볼 때, 법 개정을 세밀하게 생각해 볼 때가 아닌가 합니다.

2008년 11월 13일, 민주당의 최영희 제5정책조정위원회 위원장은 정책 회의에서 “최진실 사망 이후, '한부모 자녀'에 대한 친권, 아이들의 재산권과 행복권 등에 대한 문제가 이슈가 되고 있다. 자녀를 키우던 친권자가 사망하면, 이혼 후 자녀에게 책임과 의무를 하지 않던 부모의 일방이 자동적으로 친권을 승계한다고 보는 시각이 있는데, 그것이 과연 정당한가”라고 말하며 '한부모 가정의 자녀들을 위한 법'을 만드는 절차에 들어갔다.
2008년 11월 21일, 여성학자 오한숙희는 한겨레신문에 칼럼 《최진실은 이제 고유명사가 아니다 》를 기고했는데, 여기서 "생물학적 친권이 기계적으로 부활하도록 내버려둘 게 아니라 독일처럼 사전 자격심사가 선행되어 아이들의 복리가 보장되도록 배려해야 한다"라고 주장했다.
생전 최진실은 단독 친권자였다. 2004년 이혼 당시, 조성민은 친권을 영구히 포기하였고 이에 대해 최진실은 조성민에게 제기했던 각종 소송들을 취하해 주고 각종 빚들을 탕감해 주었다. 여기서 각종 빚은 집 담보 대출금, 정옥숙과 최진영의 대여금 등을 포함하는 것이었다. 이 때 조성민은 친권포기각서도 작성하였고 이 각서에 대해 공증도 받았다. 즉, 조성민은 정옥숙과 최진영으로부터 빌린 돈을 갚은 바도 없고 최진실에게 위법행위를 저지른 것과 관련하여 손해배상금을 지급한 바도 없었다.
2008년 11월, MBC의 시사 프로그램인 《PD 수첩》, 《MBC 100분 토론》, 《뉴스 후》 등에서 이 문제를 다루었다. 한편, 조성민은 2008년 10월부터 이 문제와 관련하여 언론사에 보도자료도 배포하고 언론과의 인터뷰도 자주 가졌다. 조성민은 시간과 장소에 따라 말이 바뀌었다. 여론 조작 전적이 화려했던 조성민을 신뢰하지 못한 정옥숙은 조성민과의 대화 내용을 녹취해 두었는데, 그 음성 파일 중 일부가 2008년 11월 22일에 《뉴스 후》에서 공개되었다. 즉 이 사안과 관련해서도 조성민은 정옥숙과 최진영에 대한 대중의 마녀사냥 미끼를 던졌던 것이고 이런 여론 조작 행태에 대중은 크게 분노했다.
2008년 12월 8일, 조성민은 자신의 입장을 철회했다.
정옥숙은 최진실과 거주하며 딸을 도와 손자손녀의 양육을 맡아왔다. 최진실의 사후 법률적 절차에 따라 정옥숙은 손자손녀의 후견인으로 선임되어 양육권, 법률행위대리권, 재산관리권 등을 가졌다.

### 유골 도난
2009년 8월 15일, 최진실의 묘소가 훼손되고 최진실의 유골이 도난당하는 사건이 벌어졌고 이에 경찰이 수사에 나섰다. 최진실의 묘소를 관리해온 갑산공원은 유골 도난 사건으로 인해 많은 비난을 받았다. 경찰은 주변 CCTV를 분석하여 ‘178cm 정도의 건장한 30~50대 남성’을 용의자로 추정하여 공개수배하였다. 한편, 경찰의 CCTV 분석 결과 실제 범행 날짜는 2009년 8월 4일인 것으로 밝혀져 갑산공원은 더 많은 비난을 받아야 했다. 경찰은 신고 보상금 300만 원을 걸었고, 갑산공원측도 경찰이 내건 신고 보상금 외에 추가로 3000만 원을 더 보태어 총 신고 보상금은 3300만 원이 되었다.
며칠 후 제보를 받은 경찰은 2009년 8월 25일 대구에서 용의자 박 모 씨(남·41세)를 검거하였다. 최진실의 유골은 박 씨의 집에서 발견되었다. 박 씨는 범행 동기로 “최진실이 꿈에서 납골묘가 답답하니 나를 꺼내달라는 말을 해서 시키는 대로 했을 뿐이다”라고 진술하였다. 박 씨는 전과 기록 및 정신과 진료 기록이 없는 평범한 사람이었다.
2009년 12월 29일, 법원은 ‘유골 영득 및 절도 혐의’로 구속 기소된 박 씨에게 징역 1년 6개월을 선고했다. 재판부는 “피고인이 범행을 자백했고, 검찰과 경찰에서 조사된 피의자 신문조서와 증거를 볼 때 유죄가 인정된다. 박 씨는 ‘빙의가 들었다’며 심신 미약 상태의 범행을 주장하지만, 진술이 일관되지 않는 등 빙의에 따라 환상ㆍ환청에 시달렸다는 주장을 인정할 수 없다”라고 판단했다.
2009년 9월 28일, 최진실의 유골이 갑산공원에 재안장되었다. 생전에 최진실은 최진영과 함께 이 곳에 몇 번 온 적이 있고 이 장소를 무척 좋아했다. 그래서 동생 최진영은 불미스러운 일이 있었음에도 불구하고 최진실의 유골을 갑산공원에 재안장하기로 결정하였다.
유골 도난 사건 이후 갑산공원은 최진실의 묘역 주변에 CCTV를 확충하고, 최진실의 납골묘를 원기둥 모양으로 교체하는 등 새롭게 단장하였다. 그 원기둥 위에는 최진실의 얼굴이 음각으로 조각된 조형물이 얹어졌다. 묘역에는 최진실이 출연한 작품의 포스터들이 조각된 오석 평판 18점이 전시되었고, 별모양의 조형물과 테이블 2개 그리고 돌의자 10개 등을 설치해 최진실을 추억할 수 있는 작은 공원으로 꾸며졌다. 묘역이 재조성된 후 최진실의 얼굴 조각상이 실물과 다르다는 지적이 있고 조형물에 새겨진 글자에 오자가 발견되어 얼굴 조각상을 다시 교체하는 해프닝도 있었다.

### 묘지 사기
2011년 7월 18일, MBC 《기분 좋은 날》은 최진실과 최진영 남매의 묘지가 강제 이장 위기에 처해 있는 상황을 방송했다. 양평군청의 측량 결과, 최진실과 최진영의 묘지가 개발 제한 구역 내에 위치해 있다는 사실이 밝혀졌다. 한편, 갑산공원 재단은 최진실이 안장되어있다는 사실을 홍보에 이용하고, 이 광고를 보고 찾아온 사람들에게 불법 묘지 자리를 명당 자리로 속여서 분양하여 42억 원의 부당 이익을 챙겼다. 2011년 7월 12일, 양평 경찰서는 이 사기사건의 가담자들을 구속하였다.

### 허위사실유포
2012년 5월 18일, SBS 《궁금한 이야기 Y》는 <최진실 지옥의 소리>라는 제목으로 유튜브 등 인터넷을 통해 확산되어 떠돌고 있는 음성 파일에 대해 집중 해부하여 방영하였다. 이 음성 파일에는 한 여성이 자신을 2008년에 사망한 배우 최진실이라고 주장하면서 "내가 자살했기 때문에 내 동생도 여기에 왔다. 나 좀 꺼내달라"라고 절규하는 내용 등이 담겨 있었는데, 이 여성은 경기도에 소재한 덕정사랑교회의 전도사로 밝혀졌다.
덕정사랑교회의 김양환 목사는 "하나님으로부터 특별한 능력을 받았다. 지옥문을 열고 본 것을 생중계한 것이다"라고 말하였고, 해당 음성 파일을 녹음한 전도사는 "기도를 하는 중에 영이 지옥으로 내려가 그 장소에서 최진실을 봤고, 그 사람이 말한 것을 그냥 전한 것이다"라고 주장하였다. 소리 분석 전문가는 이 음성 파일에 대해 "큰 공간이 아니라 작은 공간에서 녹음된 것이다. 음성 속의 고통조차 진짜가 아니다"라는 결과를 내놓았다. 덕정사랑교회가 소속된 교단인 대한예수교장로회(합동보수)는 제작진에게 "인터넷 유포를 막고, 강경 조치를 취할 것이다"라는 입장을 밝혔다.
김양환은 "최진실 씨 가족에게 미안하지 않느냐?"라는 제작진의 질문에 "미안한 마음보다는 가족을 살리려는 최진실 씨의 애타는 말을 다시 들어봐야 된다"라고 답하였는데, 이에 제작진은 "신이 정말 그를 선택했다면, 믿음만큼이나 소중한 가치가 '인간에 대한 예의'라는 것을 가르쳐 주지 않았을 리가 없다"라고 덧붙이기도 하였다.
김양환과 해당 전도사는 테레사 수녀, 김수환 추기경, 대한민국의 15대 대통령 김대중, 대한민국의 5·6·7·8·9대 대통령 박정희, 박정희의 배우자 육영수 등도 개신교를 믿지 않았기 때문에 지옥불에 떨어졌다고 말하고 해당 인물들의 목소리를 담았다고 주장하는 90여 개의 음성 파일을 제작한 상태였다. 뿐만 아니라 이들은 조용기 목사 등 많은 신도가 따르는 유명 교회의 목사들도 지옥행이 예정되어 있다고 말하기도 하였다.
이 방송 내용을 접한 최진실의 가족은 "해당 음성 파일은 아직 듣지 못했고, 들을 생각도 없다. 같은 기독교인으로서 있을 수 없는 일이라고 생각한다"라고 말했다.
2012년 5월 22일, 신학자 이필찬은 뉴스앤조이와의 통화에서 <최진실 지옥의 소리> 음원에 대해 "신중해야 한다. 성경에는 성령께서 우리에게 지옥을 보여 준다는 식의 내용은 없다. 체험을 기초로 한 성서 해석은 건강하지 못하다. 자신이 경험했다고 믿는 체험이 성경보다 우선될 수 있기 때문이다. '지옥의 소리'로 복음을 전하는 행위는 그 진위 여부를 떠나, 공포심에 기초한 것이다. 하나님을 경외하는 두려움이 아닌, 지옥에 대한 공포로 신앙을 고백하게 하는 것은 옳지 않다"라고 말했다.
대한예수교장로회(합동보수)는 김양환의 신앙이 교단의 신학과 다르고 성경적이지 못한 사이비 이단이라는 이유로 김양환을 제명했다.

## 사후 대한민국 사회에 미친 영향

### '가정폭력 공개' 문제
한국방송통신대학교 법학과 교수이자 한국젠더법학회장 김엘림은 "젠더폭력이란 가부장제 사회문화와 남녀가 불평등한 관계에서 남성과 여성 사이에 발생하는 신체적·정신적·성적 폭력을 말한다. 성희롱, 성폭력, 가정폭력, 성매매가 대표적 형태다. 그런데 피해자의 절대다수가 동서고금을 막론하고 여성이다. 유엔은 젠더폭력을 ‘여성에 대한 폭력’이라 이름 붙이고 1993년 12월 12일 총회에서 만장일치로 ‘여성에 대한 폭력 철폐 선언’을 채택했다. 이 선언은 여성에 대한 폭력은 남녀 간 불평등한 힘의 관계에서 발생해 여성의 종속적 지위를 고착시키고, 여성 인권과 기본적 자유를 침해하는 것이기 때문에 여성차별철폐협약에서 말하는 여성 차별에 해당된다고 명확하게 밝히고 있다. 또 국가에 폭력을 당한 여성의 피해와 권리침해를 조사해 공정하고 효과적인 구제를 도모하며, 가해자를 규제하기 위한 다양한 법제도를 발전시킬 것을 촉구했다. 이와 함께 여성폭력 사건을 조사·처벌하고 법을 집행할 책임 있는 공직자들이 여성의 입장을 이해하기 위한 성인지적 훈련을 받도록 조치할 것도 요구했다. 우리나라도 1990년대부터 젠더폭력을 방지하고 피해자를 보호하기 위한 다양한 특별법을 시행하고 있다. 젠더폭력은 일상적으로 발생한다. 이뿐 아니라 피해자가 국민의 인권을 보호해야 하는 사법기관이나 국가 공무원에 의해 제2차 피해를 당하는 일도 종종 발생하고 있다"라고 말했다.
한국여성의전화에서는 '가정폭력 피해 지원 시스템의 문제와 과제'라는 주제로 토론회를 개최했고 그것을 자료로 남겼는데, 그 자료를 토대로 1990년부터 2002년까지 한국에서 발생한 살인사건을 분석했는데, 살해당한 여성의 21.2%가 자신의 배우자에게 살해되었다. 그 중에서 72%는 과거부터 지속적인 폭행·학대가 유지된 경우였다. 2011년에 작성된 뉴스 기사에 따르면 대한민국은 가정폭력 발생율이 영국이나 일본보다 5배 많은 것으로 조사되었고, 가정폭력 피해자는 자신이 그 피해자라는 사실에 부끄러움을 느끼고 그 피해 사실을 행정 기관 등에 알리는 것을 꺼려하는 경향이 강하다는 조사 결과가 나왔다. 2010년에 여성가족부는 전국 3800여 가구를 대상으로 '전국 가정폭력 실태'를 조사했는데, 가정폭력 가운데 부부 폭력 피해를 경험한 여성의 62.7%는 외부에 도움을 요청하지 않았다.
한양대학교 신경정신과 김광일 교수는 자신의 저서 《가정폭력》(1988년)에서, "가정폭력 문제를 해결할 수 있는 첫 단계는 '말하라'이다. 즉, 자신의 피해 사실을 주변에 알리라는 것이다. 자신에게 발생하는 폭력의 본질을 알고 사회적 도움을 얻으라는 것이다"라고 말했다. 연세대학교 사회복지학과 김재엽 교수는 "남편에 의한 아내 폭력과 아내에 의한 남편 폭력은 동일하게 비교될 수 없다. 남편에 의한 아내 폭력에 비해 아내에 의한 남편 폭력 발생 건수는 현저히 적고 그 피해 정도도 경미하다"라고 말했다. 2011년 6월, 한국여성의전화 정춘숙 상임대표는 "언론은 가정폭력에 대해 선정적으로 다루고 왜곡되고 잘못된 표현을 사용하는 경향이 있는데, 이는 가정폭력 문제의 심각성을 배제시키고, 그 성격을 사소한 부부싸움으로 만들어 가정폭력 문제를 개인 간의 문제로 축소시키는 효과를 가져온다. 가정폭력은 개인 간의 사소한 문제가 아니라, 피해자의 생명을 위협할 정도로 심각한 사회적 범죄 행위이고, 성차별적이고 가부장적인 사회 구조가 그 원인을 제공하고 있음을 지각해서, 언론은 가정폭력 피해의 심각성을 다양한 각도로 조명하며 대안을 함께 모색해야 한다. 가정폭력에 대한 우리 사회의 인식을 환기시키고 변화시키는 데 언론이 한 부분을 담당해야 한다"라고 말했다.
최진실은 2000년 7월에 결혼 발표를 한 후 2000년 12월에 조성민과 결혼식을 올렸다. 2002년 12월 5일에 조성민은 가출했고 2002년 12월 18일에 이혼하고 싶다고 하소연하는 기자회견을 열었다. 최진실은 2004년 9월에 조성민과 합의 이혼을 하였다. 최진실은 2001년 8월에 아들을, 2003년 3월에 딸을 출산하였다.
조성민은 2002년부터 2004년까지 3년에 걸쳐 최진실(가족)을 상대로 정조의 의무 위반 행위, 폭력 행위, 사기 행위, 명예훼손 행위, 허위사실유포 행위를 저질렀는데, 2002년 12월 18일 오후 2시 현재 정조의 의무 위반 행위, 폭력 행위, 사기 행위를 이미 저지른 상태였고 그 각각에 대해 여론 조작을 가동시켜 피해자 최진실을 가해자로 모는 언론플레이를 했다. 이 언론플레이를 통해 명예훼손 행위, 허위사실유포 행위도 추가되었다. 졸지에 가해자로 몰린 최진실은 사실관계를 바로잡는 언론 대응을 바로 했다. 기자나 대중 입장에서는 누구의 말이 맞는지 알 수 없을 것이기에 객관적 판단을 내릴 수 있도록 이혼유책주의라는 준거틀을 활용하였는데, 최진실은 '이혼할 의사가 전혀 없음'을 천명함으로써 자신의 말이 허위이면 조성민에 의해 자신이 소송이혼의 대상이 되도록 판을 단순화시켰다. 2000년 6월 최진실은 조성민을 평가하는 글을 스포츠서울에 연재한 적이 있기 때문에 조성민의 실체 규명과 관련하여 결자해지할 필요도 있는 상황이었다.
2002년 8월 말 조성민은 자신의 성과 최진실의 성을 딴 이름의 회사를 뜬금없이 만들었다. 이와 관련하여 최진실에게 사업 자금을 빌려달라고 종용하고 최진실의 동생 최진영과 최진실의 어머니 정옥숙에게도 손을 벌렸다. 이후 최진실은 조성민에게 1억 원을 빌려 주었고 이때 조성민으로부터 '그 많은 재산 중에 1억 원밖에 빌려주지 않는다'고 불평하는 말을 들으며 조성민의 실체를 본격적으로 알아가게 되었다. 조성민은 이렇게 처신해 놓고 2002년 12월 18일 오후 2시 최진실이 마치 자신의 야구선수 인생을 방해한 것처럼 언론플레이를 하였다. 2002년 12월 19일 현재 조성민은 최진실(가족)을 상대로 정조의 의무 위반 행위, 폭력 행위, 사기 행위, 명예훼손 행위, 허위사실유포 행위를 저질러 놓은 상태였다. 이렇게 해놓은 상황에서 자신은 퇴단했던 일본 구단에 입단 타진을 하기도 하고 대한민국 구단에 입단하여 야구선수로 뛰기 위해 몸을 만들기도 했다. 그런 잘 단련된 몸으로 2004년 8월 1일 최환희와 최준희가 보는 앞에서 최진실을 다시 폭행했다. 이는 교통 사고에서 뺑소니를 떠올리게 하는 행태로서, 가해자는 본인 볼 일 다 보고나서 다시 범죄현장으로 돌아와 피해자를 다시 친 것과 비슷했다. 조성민의 패착은 CCTV에 해당하는 대중이 그 모든 상황을 지켜보고 있었다는 것이다. 그래서 '거짓말'이라는 손바닥으로 '진실'이라는 하늘을 가릴 수 없었다.
2002년 12월 18일 오후 2시 조성민은 최진실이 과거에 겪은 여론 조작 피해와 관련해서도 가해자 측에 서는 말을 하며 최진실의 인생과 관련하여 총체적인 여론 조작 행태를 벌였다. 이를 통해 최진실에게 반감을 가진 사람들을 모두 자기 편으로 규합해 갔고 이에 최진실에 대한 혐오세력들의 대표주자로 자리매김해 갔다. 이러한 행태는 최진실이 사망할 때까지 이어졌고 최진영이 사망할 때까지 이어졌으며 본인이 죽어서야 비로소 끝이 났다.
2002년 11월 6일 기준으로, 최진실의 동생 최진영은 이미 조성민의 정조 의무 위반 사실을 인지하고 있었고 조성민 또한 자신의 위법행위가 최진영에게 들켰음을 알고 있는 상황이었다. 이에 조성민은 자신이 이혼당할(파면) 것이라는 예측 속에 있었다는 것이 상식적이다. 2002년 11월 6일, 임신 7개월 무렵인 최진실이 조성민으로부터 폭행을 당하였다. 소속되어 있던 일본 구단에서 2002년 10월 말(일본 구단과의 계약 만료 1년을 남겨둔 시점) 갑자기 퇴단한 조성민은 일본에서 거주하며 사용하던 의복 등 상당량의 이삿짐을 2002년 11월 6일 최환희 등이 거주하는 한국 집으로 무단으로 끌고 들어왔고 이 짐을 최진실에게 시비를 거는 소재로 활용하였다. 최진실은 이 사건이 발생한 직후인 2002년 11월 중순 무렵에 조성민의 누나 조성미로부터 조성민이 정조의 의무를 위반하고 있다는 사실을 전해 듣게 되었다. 이런 상황 속에서 조성민은 한 달 남짓 후인 2002년 12월 18일 오후 2시에 가출 상태에서 기자회견을 열어 이혼하고 싶다고 하소연하는(의원면직) 무리수를 두게 되는데 이 때 여러 가지 사례를 들어가며 최진실을 유책배우자라고 주장하였다. 이 기자회견에서 조성민은 자신은 '배우자가 아닌 다른 이성'과 동거하지 않았는데 동거한다고 최진실이 모함했다고 최진실을 비방하였고 더 나아가 임신 8개월째인 최진실이 간통을 통해 아이를 잉태했을지도 모른다는 내용의 말도 하였는데, 조성민의 정조의 의무 위반 여부는 이 기자회견에서 조성민의 입을 통해 세상에 처음 알려졌고 조성민은 자신이 '배우자가 아닌 다른 이성'과 연애 편지를 주고받았음을 자백하는 말을 하는 등 정조의 의무 위반 행위와 관련하여 쌍방 과실을 주장하였다. 또 한 달 전 발생한 임신부 최진실 폭행 사건도 이 기자회견에서 조성민의 입을 통해 세상에 처음 알려졌는데, 조성민은 가해자인 자신이 직접 이 사건을 언급하는 대범함을 보이며 이 사건에 대해 쌍방 폭행을 주장하였다. 이런 여론 조작 행태에 대해 최진실은 조성민의 정조의 의무 위반 행위에 대해서 사실관계를 공개적으로 설명함으로써 이 사안이 쌍방 과실이라는 주장에 대해 반박하였고, 조성민의 폭력 행위에 대해서도 사실관계를 공개적으로 설명함으로써 이 사건이 쌍방 폭행이라는 주장에 대해 반박하였다. 즉, 최진실은 정조의 의무 위반 행위와 관련해서도 조성민의 일방적 과실임을, 폭력 행위와 관련해서도 조성민의 일방적 폭행임을 확실히 하였다. 또 조성민은 사기 행위와 관련해서도 채권자인 최진실의 어머니 정옥숙과 최진영이 '채무 변제하라'고 압박했다고 하며 하지도 않은 행동을 했다고 여론 조작을 하여 마치 그들이 악덕 사채업자인 양 대중이 인식하게끔 조장하기도 하였다. 이 기자회견에서 조성민은 최진실이 자신을 파멸시키려고 한다는 말도 하며 최진실을 붕괴시키려고 나선 자신의 속내를 반어적으로 드러내었다. 이러한 여론 조작 행태에 대해 최진실은 이혼할 의사가 없다는 뜻을 공개적으로 표현함으로써 조성민에게 합의이혼 가능성이 전혀 없으니 소송이혼 절차를 밟아보라고 직격탄을 날리며 자신이 유책배우자라는 여론 조작 행태를 제압하였다. 한편, 이 기자회견에서 조성민은 '최진실 안티 사이트'를 언급하며 최진실을 비방하기도 하였고 최진실이 반강제적 납치 행위를 저질렀다고 주장하면서 비방하기도 하였다. 이 반강제적 납치 행위의 피해자라고 주장하는 자는 인터뷰를 통해 최진영이 자신을 최진실에게 끌고갔다고 주장함으로써 조성민의 여론 조작 행태에 공범으로 역할을 하였다. 조성민의 부모도 최진실을 비방하는 인터뷰를 함으로써 이혼과 관련한 조성민의 여론 조작 행태에 힘을 실어 주었다.
이렇게 채무자 조성민이 자신들을 대상으로 여론 조작을 하는 것은 물론 자신들의 딸과 누나인 최진실, 자신들의 손녀와 조카인 태아 최준희를 대상으로도 여론 조작을 하자 채권자인 정옥숙과 최진영은 조성민을 대상으로 채무 변제를 요구하게 되고 이를 조성민이 거부하자 법적인 절차를 밟게 되었는데, 이에 대해서도 조성민은 적반하장적 행보를 이어갔다. 조성민의 사기 행위에 대한 대응으로 정옥숙과 최진영이 조성민에게 내용증명과 채권 가압류 결정 공문을 보낸 것에 대해 조성민이 그 내용증명과 채권 가압류 결정 공문을 언론에 공개하며 정옥숙과 최진영을 비방하였던 것이다.
조성민의 이런 일련의 행동들은 최진실에 대한 대중의 마녀사냥을 주동하는 역할을 하였다. 언론인 서명숙은 여성의 흡연은 '현대판 마녀사냥'의 미끼 역할을 한다고 자신의 저서 《흡연 여성 잔혹사》(2004년)에서 말하였는데, 조성민은 2002년 12월 18일 오후 2시에 연 이혼하고 싶다고 하소연하는 기자회견에서 "최진실이 임신 중에 흡연하였다"는 내용의 말을 함으로써 대중에게 최진실에 대한 마녀사냥의 미끼는 던지는 모습을 보여주었다. 임신부 흡연의 쟁점은 기본적으로 모체와 태아의 건강인데, 흡연과 관련하여 최진실의 건강과 최진실의 뱃속에 있던 태아의 건강에 문제가 있다는 사실은 확인된 바 없고, 조성민이 최진실을 대상으로 이혼 소송을 제기한 적도 없기 때문에 최진실의 흡연 습관이 이혼사유를 발생시킨 것인지도 검증된 바 없다. 이처럼 조성민이 최진실의 흡연과 관련하여 문제의식을 가졌다면 최진실과 함께 산부인과에 가거나 최진실을 대상으로 가정법원에 이혼 소송을 제기하면 되는 일일 뿐인데, 조성민이 최진실의 임신 중 흡연 여부를 언론에 언급하면서 최진실을 비방한 행위는 모체와 태아 모두에게 공격 행위를 한 것이면서 최진실에 대한 대중의 마녀사냥을 주동한 일이기도 하였다. 한편, 여성은 자신이 임신 중인지를 인지하지 못하는 기간이 있을 수 있고 그 기간에 흡연하는 것도 추후에 임신 중 흡연이었다고 일컬어질 수 있다.
2002년부터 2004년까지 3년에 걸쳐 조성민의 아버지 조주형은 조성민과 마찬가지로 여러 인터뷰를 통해 최진실에 대한 적개심을 드러내었다. 최진실은 조성민의 생명의 은인이었고 조성민에게 돈을 빌려주기도 한 사람인데 조주형은 그런 배은망덕한 행실을 보였고, 이러한 조주형의 적개심에 객관적 근거가 있는지는 입증된 바 없다. 더구나 최진실은 임신 중과 그로부터 2년 후 각기 조성민으로부터 폭행을 당한 피해자인데 조주형은 자세를 낮추어도 모자랄 상황에서 쌍방과실 주장 혹은 양비론을 펼치며 가해자 조성민처럼 해당 사건들의 본질을 희석시켰다. 거기다가 조주형은 최진영에 대한 적개심도 서슴지 않고 드러내었다. 그 적개심에 객관적 근거가 있는지는 역시나 검증된 바 없다. 또 조성민이 사기 행위를 저지른 것 때문에 채권자인 정옥숙과 최진영이 조주형이 사는 조성민의 집에 대해 가압류를 한 것에 대해서도 조주형은 적개심을 드러내어 부자가 공히 비상식적인 사고체계를 가지고 있음을 보여 주었다. 게다가 조주형은 시간이 남아돌아 정조의 의무를 위반하고 힘이 남아돌아 임신부를 폭행한 자신의 아들에게 그런 남아도는 시간과 힘으로 외조에 힘썼어야 한다고 나무란 게 아니라 피해자 최진실을 향해 내조 운운 하는 몰상식함도 드러내었고 최진실이 자신의 딸의 이름을 짓는 것과 관련해서도 젠더권력적으로 권리행사를 하며 비상식적인 행동을 하였다. 또 조주형은 최진실과 관련하여 비방거리가 더 있다는 뉘앙스를 언론에 풍기며 최진실에 대한 마녀사냥을 조장하였다. 즉 조주형은 가해자 조성민과 더불어 피해자 최진실, 최진영, 정옥숙에 대한 대중의 마녀사냥을 조장하며 조성민의 여론 조작 행위에 대한 공범으로 역할을 하였다. 그 결과 2002년부터 2004년까지 3년에 걸쳐 최진실, 최진영, 정옥숙은 대중으로부터 엄청난 비난을 받았고 언론의 희롱의 대상이 되었다. 즉 조주형과 조성민은 최진실, 최진영, 정옥숙을 대상으로 은혜를 원수로 갚았던 것이다.
이처럼 최진실은 2002년부터 2004년까지 조성민이 자신을 대상으로 소송이혼절차를 밟을 길을 열어주는 행동을 했지만, 조성민은 그 절차를 밟은 적은 없다. 조성민은 오히려 이혼하고 싶다고 하소연하는 기자회견을 열거나(2002년 12월 18일) 최진실이 건넨 이혼합의서를 언론에 공개하거나(2003년 10월 23일) 최진실을 상대로 폭력 행위를 저지르는(2004년 8월 1일) 등의 행동을 했을 뿐이다. 조성민의 이러한 행동은 조성민의 최진실에 대한 비방이 객관적인 근거를 가지지 못한다는 것을 반증해 주는 것이었고 2002년부터 2004년까지의 기간은 대중이 이것을 검증하는 시간이 되었다.
2004년 4월 27일 주간한국은 "톱 탤런트 최진실도 야구 스타 조성민과의 결혼 생활이 불행했고 폭행마저 당했다는 사실을 언론에 공개하고 조성민이 최진실의 불성실한 가정생활을 맞폭로로 대응한 것은 대중에게 스타의 결혼생활이 대중매체나 본인들이 평소에 밝힌 것과 전혀 다르다는 사실을 일깨워줬다"라는 사실 왜곡 기사를 내보내며 최진실에 대한 여론 조작을 했다. 2002년 12월 18일 현재 조성민은 최진실을 상대로 간통, 폭행, 사기를 저지른 상태에서 기자들을 불러모아놓고 그 각각에 대해 자백도 하고 그 각각에 대해 여론 조작도 했다. 최진실은 그 자백에 대해서는 피해자로서 사실관계를 확인시켜주는 행동을 하였고, 그 여론조작에 대해서는 혼인유지카드를 씀으로써 입증을 요구하는 행동을 하였다. 즉 조성민이 피해자 행세를 하며 결혼 생활이 불행했던 것처럼 연기하고 본인의 폭행도 자백하고 피해자 최진실이 불성실한 가정생활을 한 것처럼 거짓말을 한 것이 팩트다. 부연설명을 하자면 조성민은 자신이 모함, 간통, 폭행, 채무 변제 압박의 피해를 입은 것처럼 거짓말을 하며 피해자 행세를 했다. 사실관계가 이러한데 주간한국은 이러한 인과관계를 완전히 왜곡시켰고, 조성민의 위법행위와 관련하여 조성민의 실체를 규명하는 과정에 있던 최진실이 마치 표리부동한 사람이었던 것처럼 서술하며 '최진실 죽이기'에 앞장섰던 것이다. 즉 주간한국은 최진실이 조성민의 위법행위 발생 시점부터 대중에게 그것에 대해 브리핑을 해야 할 의무라도 있는 사람인 것처럼 서술하며 동조 가해를 저질렀던 것이다. 더구나 2003년 10월 23일에 조성민의 추가 범행까지 저질러졌고 그것에 대한 국가기관의 유죄 판단이 내려진 것이 2004년 4월 24일이었는데 3일 후인 2004년 4월 27일에 피해자를 향해 이런 짓을 저지른 게 주간한국이었다.
2004년 8월 1일 새벽 3시, 조성민은 최진실의 자택을 찾아가 최진실을 폭행하였다. 함께 기거하던 최진실의 의제(義弟) 이은정이 최진영과 기거하던 정옥숙에게 연락을 했고 이에 최진영과 정옥숙이 최진실의 자택으로 달려왔다. 최진영은 조성민의 폭력 행위를 제지하기 위해 집 안으로 들어갔다가 자신 또한 폭행을 당했고 정옥숙은 경찰에 신고를 했다. 조성민은 출동한 경찰에 현행범으로 체포되었고 이 사건에 대해 쌍방 폭행이라고 주장하였다. 이 폭력 행위는 최진실의 영화 촬영 크랭크인을 앞두고 발생한 사건이었다. 2004년 8월 2일, 최진실은 자신의 멍든 얼굴과 파손된 집안 내부 등을 언론에 공개하였고 이혼에 대해서는 기존 입장을 견지하였다. 2004년 8월 6일, 조성민의 폭력 행위와 관련하여 '최진실의 자택 등에 대한 접근 금지' 법원 결정이 내려졌다. 2004년 8월 23일, 조성민의 사기 행위와 관련하여 법원 판결이 내려졌다. 2004년 9월 1일, 최진실은 이혼을 마무리 지었다. 2004년 11월 16일, 신한은 최진실을 상대로 30억여 원 상당의 손해배상청구소송을 제기하였다. 최진실은 2004년 3월에 아파트 광고 모델로서 신한과 계약을 맺었었고 이에 신한은 최진실에게 모델료 2억 5000만 원을 지급하였다. 이 계약에는 최진실이 계약 기간 중 사회적ㆍ도덕적 명예를 훼손함으로써 기업이미지를 훼손해서는 안 되며, 이를 위반해 광고 모델로 출연할 수 없는 결격 사유가 발생한 경우 모델료의 200%인 5억 원을 손해배상금으로 물도록 하는 내용이 담겨 있었다. 이에 근거해 신한은 "폭행 사건 보도로 기업이미지가 실추돼 막대한 손해를 입었다. 손해배상금 5억 원, 지출한 광고 비용 등으로 발생한 손해액 21억 5245만 원, 기업이미지 훼손에 따른 위자료 4억 원 등 30억 5245만 원을 지급하라"라고 하며 최진실과 최진실의 소속사를 상대로 소송을 제기하였다. 이에 대해 최진실은 "나는 폭행 사건의 일방적 피해자로서 사회적ㆍ도덕적 명예를 훼손했다고 할 수 없고, 또 언론에 보도된 것도 기자들이 경찰서에 가서 취재한 후 내가 입원한 병원에 찾아와 심층 취재한 것일 뿐 내게 귀책사유가 없다"라고 대응하였다. 2004년 12월 9일, 조성민의 폭력 행위에 대해 국가기관의 유죄 판단이 내려졌다. 2004년 12월 16일, 헤럴드경제 기자 서병기는 이 사안과 관련하여 피해자 최진실을 공격했다. 2005년 9월 18일, 마이데일리 기자 배국남은 이 사안과 관련하여 '사생활 퍼포먼스' 운운 하며 최진실을 조롱했다. 2007년 11월 2일, 서병기는 또 이 사안과 관련하여 '추잡' 운운 하며 최진실을 조롱했다.
2004년 11월 24일, 여성신문은 최진실과 인터뷰를 가졌고 이 사건의 여성인권 침해적 요소를 짚었다. 이후 이 사건은 여성인권 문제로 연착륙했는데, 강지원 변호사를 비롯한 25인의 무료 공동변호인단이 결성되었고, 이혜경·박옥희·오한숙희·유지나 등 여성주의 문화예술인들이 결집해 '최진실 지지 서명운동' 전개와 함께 '여성 연예인 인권 침해 관련 토론회'도 기획하면서 '여성인권'이란 공동 화두에 여성운동계의 공감대가 형성되었다. 하지만 최진실이 순진한 여성운동단체와 <여성신문>을 역이용하고 있다는 오해가 있어 '문화세상 이프토피아'와 '여성문화예술기획' 등은 최진실의 문제가 여성인권 문제임을 재확인하며 여성운동계의 지지와 연대를 공식적으로 표명하기도 하였다. 2004년 12월 24일, 최진실은 언론으로서 여성신문을 높이 평가하며 "2004년 12월 2일 강지원 변호사님께 도움을 요청하러 찾아갔더니 책상 위의 〈여성신문〉을 가리키시면서 '자네 기사 봤네'라는 것이 첫 말씀이셨다. 이번 사건을 이혼녀에 대한 사회 편견에서 나온 여성인권 문제로 보고 문제제기를 잘 해준 〈여성신문〉에 감사드린다. 처음엔 솔직히 혼란스러웠다. '갑자기 최진실이 웬 여성인권운동가냐', '강지원과 최진실은 안 어울리는 한 쌍이다' 등의 반감 섞인 반응을 접하면서 많이 아팠다. 강 변호사님께 내 짐까지 지운 것 같아 많이 고통스러웠다. 저에 대한 부정적인 반응들을 보면서 강 변호사님께 무엇을 그렇게 잘 못 살았느냐고 혼도 많이 났지만, 반성문을 쓸 수도 없고. 제 삶을 뒤돌아보면 잘 못 산 부분도 있지만, 정말 열심히 살려고 했는데. 이번 사건과 〈여성신문〉 보도를 계기로 '세상을 보는 눈 하나를 더 갖게 됐다'는 것이 가장 큰 수확이다. 관심을 갖고 이번 밀양 지역 고교생의 여중생 집단 성폭행 사건을 지켜보고 있다. 이런 문제를 잘 아시는 강 변호사님께 이것 저것 여쭤보기도 하면서 저보다 훨씬 더 큰 아픔을 겪은 분들의 문제를 생각해 보고 있다"라고 말했다.
2004년 12월, 강지원, 제2대 한국여성변호사회장 황산성 변호사, 제4대 한국여성변호사회장 김덕현 변호사 등을 비롯한 25명의 변호사들이 변호인단을 꾸려 최진실을 위해 무료 변론에 나섰다. 변호인단의 대표격인 강지원은 "2004년 12월 2일 최진실 씨가 무작정 직접 나를 찾아왔다. 나는 최진실 씨와는 일면식도 없는 사람이다. 수임하기로 했는데 막상 생각해보니 개인 소송의 경우 관행대로 하겠지만 이번 건은 뿌리깊은 사회적 편견 때문이라는 생각이 들었다. 그래서 무료로 변론을 하겠다고 결심했다. 이번 소송은 지나치게 반여성적 시각에서 여성을 공격하는 것이다. 우리 사회의 뿌리 깊은 고정관념과 관계된 것이기 때문에 이러한 관행을 끊기 위해 변론에 나섰다. 밀양 지역 고교생의 여중생 집단 성폭행 사건 피해자들도 2중·3중의 고통을 받고 있는데, 가정폭력 피해자인 최진실 또한 이번 소송으로 또 다시 피해자가 됐다. 밀양 지역 고교생의 여중생 집단 성폭행 사건과 최진실의 소송은 동일한 범주의 사건이다. 대책회의를 한 결과 이번 사건은 개인적인 사건이 아닌 사회적인 사건이며 반여성적인 소송이라는 점에 참석자 모두가 의견을 같이 했다"라고 말하였다. 2004년 12월 13일, 변호인단은 대한변호사협회가 있는 변호사회관에서 회의를 가졌고 최진실도 이 회의에 참석하였다. 최진실은 이 자리에서 "앞으로 어려운 여성들을 위해 사회활동에 적극적으로 참여하고 헌신할 것이다. 지금까지는 앞만 보고 살아왔는데, 이렇게 어려운 처지를 당하고 나니 아픈 여성들의 마음을 이해하게 됐다. 강한 여성으로 다시 태어날 것이다"라고 말하였다.
한편, 이 무료 변론에 대해 경제 형편이 어렵지도 않은 유명인에 대해 특혜를 준 것이 아니냐는 일부 비판이 있었고 이에 최진실은 변론 수임료에 상당하는 금액을 밀양 지역 고교생의 여중생 집단 성폭행 사건 피해자들을 돕기 위해 기부하였다. 2004년 12월 19일, 밀양 지역 고교생의 여중생 집단 성폭행 사건 피해자들을 위해서도 무료 변론을 맡고 있던 강지원은 "최진실이 가정폭력의 희생자이고 이혼녀라는 사회적 편견에 맞서 싸우는 입장이기 때문에 이번 소송이 여성인권 문제이며 사회적 문제라는 소신에는 변함이 없다. 다만 일부에서 문제를 제기하는 만큼 수임료에 대해서는 나름대로 대안을 찾은 것이다. 2004년 12월 15일에도 울산 현지에 내려가 밀양 지역 고교생의 여중생 집단 성폭행 사건 피해 학생들과 가족들, 현지 대책위원들, 경찰, 검찰 등을 만나 철저한 수사를 당부했다. 최진실 수임료 문제가 더 이상 확산되지 않았으면 좋겠다"라고 말했다.
2005년 9월에 1심인 서울중앙지방법원 제26민사부(재판장 조해섭 부장판사)는 "모델료 2억 5000만 원을 돌려주라"라는 원고 일부 승소 판결을 내렸고, 2006년 5월에 항소심인 서울고등법원 제25민사부(재판장 길기봉 부장판사)는 "최진실이 조성민의 폭행을 적극적으로 유발했다는 증거가 없기 때문에, 최진실이 스스로 자신의 사회적·도덕적 명예를 훼손했다고 볼 수 없다. 최진실의 인터뷰는 쌍방 폭행이라는 조성민의 주장을 반박·해명하려고 한 것이기 때문에, 최진실에게는 손해배상 책임이 없다"라는 원고 패소 판결을 내렸다.
최진실이 2심에서 승소하면서 유명 연예인의 인권에 대해 새롭게 돌아보는 계기가 마련되었다. 2심 판결은 최진실은 가정폭력의 피해자일 뿐 폭력 부분이나 언론 대응 부분에 있어 과실이 없음을 밝힌 판단이었고 명예훼손 부분에 있어서도 인과관계가 인정되지 않음을 명확히 한 판결이었다. 2006년 5월 3일, 2심 판결과 관련하여 강지원은 "많은 분들이 이 사건의 실체를 정확히 모르시는 것 같다. 이번 사건은 여성 인권 차원의 문제였으며 유명 연예인의 인권 역시 보호받아야 한다는 것을 드러낸 것이다. 이번 사건의 본질은 여성 인권 문제와 연예인 인권 문제가 결합된 것임을 직시해야할 것이다. 이번 판결을 통해 연예인 인권 문제도 특정 연예인에 대한 선호도와 상관없이 인권 차원에서 접근할 수 있는 수준 높은 인식이 확산됐으면 좋겠다. 만약 최진실 씨가 마약이나 음주운전, 병역 기피 같은 본인의 잘못으로 인해 기업 이미지를 실추했다면 기업 측이 소송을 제기할 수 있었겠으나 최진실 씨는 한밤중에 술 마신 남편에게 일방적 폭행을 당한 엄연한 가정 폭력의 피해자였다. 재판부가 여성 인권 문제로 접근한 변호인단의 주장을 받아들여준 것으로 보인다. 인적 피해 상황을 알리기 위해 입원해 있는 병실을, 물적 피해 상황을 알리기 위해 집안을 공개했던 것이다. 재판부에 결코 쌍방 폭행이 아니라는 사실을 입증하기 위해 취했던 조치라고 주장했다. 이번 사건을 통해 유명 연예인의 인권에 대해서도 심각한 고려를 해야 한다고 생각했다. 방송국에서 연예인들을 만나면 '내 목숨이 결코 내 목숨이 아니다'라고 말하는 경우를 종종 봐왔다. 비록 대중에게 사생활이 공개될 수밖에 없는 연예인의 위치라도 트위스트 김과 같이 음란 사이트에 이름이 도용되거나 안티 세력으로부터 무조건적인 인격적 모멸을 받는 경우 이를 방어할 수 있는 최소한의 권리가 있어야 한다. 건설사가 이미지가 생명인 유명 연예인의 약점을 이용해 30억 원이라는 어마어마한 소송을 제기하는 것은 소송의 남용이라는 점을 재판부에 적극 밝혔다. 이 사건이 누구든지 당할 수 있는 가정 폭력의 피해자, 즉 소송의 핵심이었던 인권 문제로 인지되지 못한 채 단순히 스타의 사생활로만 비춰지지 않을까 걱정된다"라고 말했다.
2006년 6월 16일, 엔터테인먼트 전문 정경석 변호사는 법률신문에 기고한 '2005년 분야별 중요판례분석'에서 "전속계약에는 연예인과 소속사가 체결하는 계약도 있지만, 연예인과 광고주가 체결하는 광고모델계약도 전속계약의 중요한 유형 중의 하나이다. 최진실 사건은 비단 광고모델계약뿐만 아니라 일반적인 전속계약에서 흔히 연예인에게 부담시키는 '사회적 물의를 일으켜 회사의 명예를 실추시킨 경우'와 같은 계약 조항의 해석과도 맥락이 같은 분쟁 사례이다. 법원은 결국 최진실에게 귀책사유가 있는 것으로 보았지만, 얼마 전 선고된 항소심 판결에서는 최진실이 남편으로부터 일방적으로 폭행을 당한 것만으로는 스스로 자신의 사회적·도덕적 평가를 저하시키는 명예훼손을 하였다고 보기 어렵고, 부부 간의 갈등에 있어 폭행을 일방적으로 숨기고 감내할 의무까지는 없다고 보아 최진실의 행위를 자신의 귀책사유로 사회적·도덕적 명예를 훼손한 것은 아니라고 보았다(서울고등법원 2006. 5. 2. 선고 2005나89300 판결). 전속계약에 등장하는 위와 같은 조항들은 자칫 연예인들에게 독소조항으로 작용할 우려가 있으므로, 연예인이 고의로 범죄행위 등을 통하여 사회적 물의를 일으키거나 명예를 훼손하는 경우 등으로 한정하여 해석하는 것이 바람직하다고 판단된다"라고 말했다.
패소한 당사자가 2심 판결서를 송달받은 날부터 2주 이내가 민사소송 상고 기간인데, 신한은 2심 판결에 대해 상고하였고 2009년 5월 28일에 대법원 제3부(주심 박시환 대법관)는 "자신에게 책임이 없는 일로 이미지가 손상되는 상황이 발생했더라도, 그 손상을 최대한 줄여야 하는 것이 모델의 의무인데, 최진실은 멍든 얼굴과 충돌 현장 등을 언론이 촬영하도록 허락함으로써 품위 유지 약정을 위반했다"라고 판단하여 파기환송 판결을 내렸고 이 사건을 서울고등법원으로 돌려보냈다. 이는 위법행위 피해자에게 '이미지' 운운 하는 만행에 대해 국가기관이 손을 들어주는 행태였다. 이에 위법행위 가해자 조성민, 기업 신한, 기자 서병기, 법관 박시환은 한 패임을 보여주었다.
2009년 6월 9일에 한국여성의전화, 한국여성민우회, 한국여성단체연합 등 여성단체는 다음과 같은 성명서를 발표했다.
고(故) 최진실에게 손해배상 책임을 물은 대법원을 강력히 규탄한다. 가정폭력 피해 사실을 밝히는 것은 '품위'의 문제가 아니라 '생존'의 문제이다. 대법원은 "해당 아파트 광고가 품질과 품격이 높은 아파트라는 인상을 주는 표현을 사용하고 있어 그 광고물에 등장하는 광고 모델 역시 이에 적합한 이미지를 유지할 필요가 있다"고 판결문에 적시함으로써 가정폭력 피해자들의 인격을 모독했다. 가정폭력에 대한 사회적 통념을 그대로 수용한 이번 판결은 당사자인 최진실과 직·간접적 가정폭력의 피해자인 고인의 자녀들, 이 땅의 수많은 가정폭력 피해자들을 침묵하게 할 것이다. 모든 개인은 피해당한 사실을 공표하고 적절한 법적 구제를 받음으로써 자신의 '품위'를 회복할 수 있어야 한다. 따라서 최진실은 스스로 자신의 사회적·도덕적 명예를 훼손하지 않기 위해 최선을 다했다. 그럼에도 대법원이 모델로서 소위 '품위 유지 약정'을 위반했다고 판결을 내림으로써, 최진실은 다시 회복할 수 없는 수준의 '품위'를 '국가'에 의해 손상당했다. '생존'의 가장 기본적인 권리인 '안전할 권리'에조차 눈감는, 대법원의 명백한 책임 방기를 규탄한다.

2010년 2월 9일, 서울고등법원은 "최진실이 자신의 멍든 얼굴 등을 공개함으로써 신한과 아파트의 이미지를 훼손한 것이 인정된다"라고 밝혔는데, 재판부는 멍든 얼굴 등의 공개에 최진실의 소속사인 <플로라베이직>에도 책임이 있다고 판단하여 최진실의 책임은 50％ 감면하였고, 신한에 대해서는 최진실의 사진을 무단으로 사용하여 초상사용권을 침해한 책임이 있다고 판단하였다. 이에 최진실이 신한에 배상해야 할 금액은 1억 원이었다. 한편, 이 재판은 최진실의 사망으로 그 상속인인 두 자녀가 피고였고, 최진실의 두 자녀가 미성년자라서 법률행위대리권을 가진 최진실의 어머니 정옥숙이 법정대리인이었는데, 강지원은 최진실의 사망 후에도 이 사건에 대해 변론을 맡았다.
한 연예 기획사 대표는 "이미지를 목숨처럼 여기는 연예인들의 경우 참다 못해 불화 사실을 공개하는 것이어서, 아주 심각한 폭행이 대부분이다"라고 말했고, 박명혜 여성폭력위기전화 상담원은 "연예인의 가정폭력 사건을 철저하게 규명해 사회적 경종을 울려야 한다. 당사자들이 숨기고 쉬쉬하던 관행에서 벗어나 적극적으로 대처해야 한다"라고 말했다. 유명인이 가정폭력을 당했을 때 대한민국 언론은 '폭력 문제' 혹은 '인권 문제'라는 프레임 대신 '폭로전'이라는 프레임을 걸면서 이익을 취하였다. 즉 언론은 범죄행위를 진실공방이라는 게임으로 전락시켜 운동경기를 중계하듯 가해자와 피해자 양측을 오가며 기사거리를 만들어 냈다.
가정폭력이 발생하면 피해자는 경찰에 신고를 하게 되고 피해자가 유명인이기 때문에 이 사건은 기사화되면서 세상에 알려지게 된다. 이후 가해자는 통상 쌍방폭행이라는 주장을 하면서 일종의 '물타기 전략'을 구사하고, 이에 대해 언론은 명백히 가해자와 피해자가 존재하는 가정폭력을 양측 간 '진실 공방'으로 몰아가면서 '공범'으로 역할을 하고, 이러한 언론의 보도 태도는 '폭력'이라는 사건의 본질은 가려버리고 해당 범죄의 사실관계는 망각되게 만들며 대중으로 하여금 양비론에 빠져 피해자를 공격하게 하는 결과를 낳았다. 이에 해당되는 예로 2017년 4월 8일 OBS 기자 조연수가 "1998년 당시 야구선수였던 故 조성민과 결혼식을 올린 故 최진실은 그와 잦은 갈등을 빚다 결혼 생활 3년 9개월 만에 파경을 맞았다"라고 서술하며 결혼식 연도도 틀린 것은 물론 '갈등'이라는 불명확한 용어를 사용하여 여론을 호도한 것이 있다. 조연수는 이 기사를 통해 2002년 12월 18일부터 2004년 9월 1일까지 위법행위 피해자 최진실이 합법의 테두리 내에서 권리를 행사한 행동에 대해 '갈등'이라는 용어로 자기 임의로 대충 처리하여 최진실이 사망한 지 9년이 되어가는 시점에도 대중이 최진실을 공격하도록 만드는 거리를 제공했다. 이는 역사상 1910년 8월 29일부터 1945년 8월 15일까지 대한제국(혹은 대한민국 임시 정부)과 일제 사이에 무슨 일이 발생했느냐는 질문에 조연수는 '대한제국(혹은 대한민국 임시 정부)이 일제에 수탈당했다'고 대답하는 것이 아니라 '대한제국(혹은 대한민국 임시 정부)이 일제와 잦은 갈등을 빚었다'고 대답하는 것과 비슷했다.
최진실처럼 사회적으로 성공한 여성도 가정폭력 앞에서는 한 사람의 피해자일 뿐이라는 사실은 대한민국 사회의 가정폭력이 얼마나 일상화되어 있는지를 보여주었다. 가정폭력 상담센터 등 전문연구기관의 분석에 따르면 아내를 구타하는 사람은 자녀도 함께 때리는 경우가 대부분이고, 이런 환경에서 자란 자녀들이 성년이 되면 가정폭력의 당사자가 되거나 폭력 범죄를 저지를 확률이 높다는 결과가 나왔다. 즉 가정폭력은 또 다른 가정폭력과 사회폭력으로 확대재생산된다는 점에서 심각한 사회적 범죄로서 다루어져야 한다는 공감대가 형성되었다.
대한민국 제18대 대통령 박근혜는 가정폭력을 '4대 사회악' 중 하나로 규정하면서 대통령 후보 당시 4대 사회악 근절을 선거 공약 중 하나로 제시하였고 대통령 취임 첫 해인 2013년 2월 27일에 경찰청은 4대 사회악 근절을 위한 컨트롤타워 '4대 사회악 근절 추진본부'를 발족시켰다.
2014년 10월, 유엔 여성폭력특별보고관 라시다 만주는 "여성에 대한 폭력이 가장 심각한 인권 문제라는 것을 많은 이들이 알고는 있다. 그 중에서도 가장 만연한 여성폭력은 가정폭력이다. 여성 할례, 아동결혼, 조혼(早婚), 배우자에 의한 폭력, 근친 강간 등이 문화나 종교, 전통의 이름으로 행해지고 있다. 지금까지 어떤 국가도 가정폭력을 척결하지 못했거나 가정폭력 근절에 큰 개선을 이루지 못했다"라고 말하며 세계적으로 가장 심각한 여성폭력은 가정폭력이라고 규정하였다.
- 폭력과 관련된 언급

판결에 대해서는 원고, 피고 양쪽 다 불만이 있는 거죠. 아마 연예인 중에서는 제가 가장 시끄럽게 이혼했을 거예요. 인정합니다. 이혼 서류에 도장을 안 찍어주고 시간을 끈 이유는 가정을 지키기 위해서였죠. 가정보다 일을 먼저 생각했다면 더 시끄러워지기 전에 빨리 이혼하는 선택을 했을 텐데…. 빨리 마무리됐으면 이렇게까지 힘들지는 않았을 겁니다. 아이들 어머니로서 최선을 다하고 싶었을 뿐인데 그 과정에서 벌어진 일들 때문에 소송까지 당하니 억울한 생각이 들어요. 저는 심각한 가정폭력을 겪은 사람입니다. TV 다큐멘터리나 시사 프로그램에서 종종 그 문제를 다루고 있어요. 우리 사회에서는 경찰이 와도 "내 마누라 내가 마음대로 하는데 당신이 뭐냐?"라고 하면 할 말이 없어 그냥 갔죠. 그래서 속이 곪아 터졌잖아요. 저희 어머니 세대도 그랬죠. 저도 그런 걸 보고 자랐어요. 겪어보기 전엔 몰랐는데 제가 그런 처지가 돼 보니 너무 억울한 거예요. 그러면 "집안에서 그런 문제가 생겨도 그걸 드러내면 안 되는 거냐? 맞아 죽을 때까지 바깥으로 나오지도 말고, 말도 하지 말아야 하는 거냐?" 어쨌든 저는 연예인이고 많은 분들이 저를 알고 있기에 여성이 당하는 피해에 대해 얘기하고 싶었어요. 그리고 이게 선례가 될 수 있죠. 후배 연예인들도 결혼할 텐데 정말 남편한테 맞아 죽어도 밖에 나와선 티도 내지 말라는 건가요?

Error: No text given for quotation (or equals sign used in the actual argument to an unnamed parameter)

### '친권 자동 부활' 문제
1990년에 개정된 민법에 따르면, 이혼할 때 부부 간의 협의를 통해 '친권행사자'를 정할 수 있게 되면서 비로소 여자도 친권을 가질 수 있게 되었고, 법원은 '친권행사자'로 지정된 부모가 사망할 경우에 생존하는 부 또는 모가 친권을 자동으로 갖는다고 해석하였다. 이 때문에 '친권행사자'가 남긴 유산을 생존하는 부나 모가 가로채는 문제가 부각되어, 2005년에 '친권을 행사할 자'를 '친권자'로 수정하면서 민법이 개정되었다. 그러나 2005년에 개정된 민법에 따른 대법원의 확정된 판례는 아직 나오지 않았다.
2008년 민법은 '단독 친권자가 사망했을 경우에 관한 조항'이 명시화되어 있지 않은데, 법원에서는 기존 대법원 판례 등을 들어 생존하는 부나 모가 친권을 자동으로 넘겨받는 '친권 자동 부활'이 관행화되어왔다. 이에 대해 가족법 권위자인 법학자 김주수는 "단독 친권자가 사망할 경우 생존하는 부나 모가 자동으로 친권을 갖는다고 보는 현 판례는 잘못된 것이며, 양육비 분담 등 일정한 자격을 갖춘 경우에만 그 친권 회복을 인정해야 한다"라고 말했다.
최진실 사후 '친권' 문제가 대두되자 여성운동계는 "현재 우리 사회가 안고 있는 모순이 최진실이라는 프리즘을 통해 다시 한번 적나라하게 드러났다"라고 판단했다. 2008년 10월 29일에 다음 인터넷 카페 '조성민 친권 반대 카페'가 개설되었다. 2008년 11월 11일, 다음 인터넷 카페 '한부모 진실방'이 개설되었다. 2008년 11월 15일, '조성민 친권 반대 카페'는 서울 여의도에서 조성민의 친권 회복을 반대하고 '친권법' 개정을 촉구하는 '카네이션 집회'를 열었다. 2008년 11월 19일, '조성민 친권 반대 카페'는 " '친권법'이 상식적이고 약자에게 억울하지 않는 법으로 개정되기 바라며, '친권법'이 개정되면 '최진실법'이라고 부르고 싶다"라고 밝혔다. 2008년 11월 21일, '한부모 진실방'은 국회 도서관 대강당에서 국회의원 김상희, 한국여성단체연합 등과 공동 주최로 '합리적인 친권 제도 개선 방안에 대한 토론회'를 개최했다. 2008년 12월 22일, '아이들의 법적 권리를 위한 실천 모임'(약칭 아법모)은 기자회견을 열고 '친권법' 개정을 촉구했다. 이 모임은 2008년 11월 11일에 '한부모 가정 자녀를 걱정하는 진실 모임'으로 출발하였는데, '친권법' 개정 활동에 박차를 가하기 위해 '아이들의 법적 권리를 위한 실천 모임'으로 확대 개편했고, "아동의 복리를 위해 '친권법' 개정에 앞장설 생각이다. 현행 '친권법'은 한부모 가정의 아이들뿐 아니라 위탁 가정, 조손 가정, 다문화 가정, 보호시설 등의 아이들에게도 피해를 주고 있다"라고 설명했다. 이 기자회견에는 여성학자 오한숙희, 변호사 원민경, 연세대학교 의과대학 소아청소년정신과 교수 신의진, '진실한 아버지 카페' 운영자 오성근, 오다향 등이 참석했다. '아법모'의 서명운동에는 방송인 허수경, 배우 권해효, 코미디언 이영자, 배우 박철민, 배우 신애라, 방송인 서세원-서정희 부부, 만화가 박재동, 제3대 여성부 장관 장하진, 정신건강의학과 전문의 정혜신, 연세대학교 문화인류학과 교수 조한혜정 등이 참여했다.
2008년 12월, 최진실 사후에 벌어진 친권 논란의 영향으로 은행권의 규정도 바뀌었는데, 미성년자의 통장을 개설할 때 미성년자의 재산에 대한 법률적 재산관리권자가 누구인지를 확인하는 과정이 추가되었다. 즉, 미성년자의 통장을 개설할 때 주민등록등본만 필요했던 규정이, 추가적으로 기본증명서도 제출해야만 통장을 개설할 수 있게 바뀐 것이다. 주민등록등본에는 미성년자의 재산에 대한 법률적 재산관리권자에 대한 정보가 없는데, 기본증명서를 통해서는 법률적 재산관리권자에 대한 확인이 가능하다. 부모의 이혼 등을 겪은 미성년자가 통장을 개설하거나 해지할 경우에 빚어지는 일련의 다툼을 방지하고자 이같이 확인 과정을 강화하게 된 것이다.
2009년, '친권 자동 부활'의 문제점을 짚은 '조성민 친권 반대 카페'와 '아이들의 법적 권리를 위한 실천 모임'은 한국여성단체연합으로부터 성평등 디딤돌상을 받았다. 한편, 정치권에서 '친권법'을 개정하려는 움직임이 구체화되자 '조성민친권반대카페'는 회원들간의 의견 수렴을 통해 '진실한 세상 만들기'로 카페명을 변경했다.
2010년 2월 2일, 단독 친권자가 사망할 경우 아이의 친권자나 후견인을 법원에서 심사를 통해 정하도록 하는 민법 개정안을, 국무회의에서 심의·의결했다. 개정안에 따르면, 단독 친권자가 사망할 경우 법원이 생존하는 부나 모의 양육 능력이나 양육 상황 등을 심사해서 친권자를 지정하고, 생존하는 부나 모가 친권자로 부적절한 경우에는 다른 적합한 사람을 아이의 후견인으로 선임할 수 있으며, 이 과정에서 법원은 아이의 후견인에 대한 '친권자의 유언'을 존중해야 한다.
2011년 4월 29일, 2010년 2월 10일에 정부를 통해 국회에 제안된, 단독 친권자가 사망할 경우 아이의 친권자나 후견인을 법원에서 심사를 통해 정하도록 하는 민법 개정안(일명 '최진실법')이 국회 본회의를 통과했다. 개정안에 따르면, 법원이 친권자나 후견인을 정할 때까지 미성년자에 대한 보호의 공백이 발생하는 것을 막기 위해 법원은 후견임무대행자를 선임할 수 있다. 이 개정안은 2013년 7월 1일부터 시행된다.
이 개정안에 따르면, 입양이 취소되거나 파양된 경우 또는 양(養)부모가 모두 사망한 경우에도 친권자가 되기 위해서는 친부모라 할지라도 법원의 심사를 거쳐야 한다. 법무부는 2009년 미성년 자녀를 둔 단독 친권자가 사망한 사례는 2476건, 입양 취소·파양은 865건인 점을 감안하면 이 법을 통해 연간 3400여 가정의 미성년 자녀들이 '혜택'을 누릴 것이라고 밝혔다.
이 사안과 관련하여 이향열 변호사는 내일신문 기고를 통해 "최진실은 살아생전에는 배우로서 명성을 남겼고, 사망 후에는 대한민국의 친권제도의 변화에 큰 영향을 미쳐 그 이름을 따서 세간에서 ‘최진실법’이라고 불리게 됨으로써 역사에 이름을 남기게 되었다"라고 평가했다.

### '사이버 모욕죄 신설' 문제
2008년 10월 3일, '최진실법'은 사이버 모욕죄 도입, 제한적 본인 확인제 확대 적용 등을 포함하는 '정보통신망 이용촉진 및 정보보호 등에 관한 법률 개정안'의 가칭인데, 한나라당은 최진실의 죽음으로 인터넷 악성 댓글의 폐해가 드러난 만큼 '최진실법'의 도입을 추진할 것이라고 밝혔다. 이에 같은 날 민주당 조정식 원내 대변인은 브리핑에서 "민주당은 정치적으로 악용될 소지가 있는 사이버 모욕죄 신설 대신 악의적인 댓글 피해자의 권익을 보호하고, 악플러의 양산을 제어할 수 있도록 기존의 형법과 정보통신망 이용촉진 및 정보보호 등에 관한 법률을 보완할 것이다"라고 말했다.
한나라당 홍준표 원내 대표는 2008년 10월 5일에 있은 기자간담회에서 "정부가 추진 중인 사이버 모욕죄와 인터넷 실명제가 이번 정기 국회에서 반드시 통과되도록 노력할 것이다. 익명성에 숨은 사이버 폭력이 난무하는 것은 참으로 잘못된 것이다. 미국의 뉴욕 타임스에서도 어제 최진실 씨를 인터넷 악플의 피해자라고 했다. 인터넷 악플은 참으로 비겁한 짓이며, 인터넷 공간이 마치 화장실 담벼락처럼 그렇게 추악한 공간으로 나타나는 것은 옳지 않다"라고 말했다. 이에 같은 날 민주당 소속 국회 문화체육관광방송통신위원회 위원 일동은 성명서에서 "익명성이 특징인 인터넷 공간에서 불순한 의도로 악성 댓글을 올려 상대방에게 회복할 수 없는 아픔을 주는 것에 대한 일정 부분의 규제에 반대하지 않는다. 그러나 정부 여당이 인터넷 실명제를 실시하려는 숨은 의도는 정부 비판적, 반정부적 여론 주도자들을 짧은 시간 안에 신속하게 색출해 처벌하려는 것이다. 엄중 처벌하는 현행법이 있음에도 불구하고 별도로 사이버 모욕죄를 신설한다는 것은 결국 네티즌들이 정부 비판적 여론 형성에 개입하는 것을 막기 위한 협박성 처벌 규정을 만드는 것일 뿐이다. 더욱 안타깝고 분노스러운 것은 사망한 최진실 씨를 핑계삼아 자신들의 속내를 숨긴 채 네티즌을 통제하겠다는 반윤리적 발상이다"라고 말했다.
사이버 모욕죄 신설 문제는 2008년 10월 6일에 시작된 국정감사에서 여당과 야당 간에 뜨거운 논란이 되었고, 같은 해 10월 9일에 방송된 《MBC 100분 토론》에서도 사이버 모욕죄 신설 문제를 다루었다.
한편, 여당과 야당은 최진실의 가족과 주변 사람들이 겪고 있을 고통을 감안해 법안 이름을 부를 때 실명을 사용하지 않는 것이 좋겠다는 데에 공감했다. 최진실의 유족들도 이 명칭을 사용하지 말 것을 요청하였다.
2009년 4월, 정보통신망 이용촉진 및 정보보호 등에 관한 법률이 개정되면서 제한적 본인 확인제가 확대 적용되었다. 이에 따라 하루 평균 10만 명 이상의 네티즌이 이용하고 게시판 기능이 있는 인터넷 사이트는 제한적 본인 확인제의 적용을 받게 되었다. 제한적 본인 확인제는 2006년 7월에 정보통신망 이용촉진 및 정보보호 등에 관한 법률에 포함되면서 제정되었고 노무현 정부 막바지인 2007년 7월부터 하루 평균 30만 명 이상의 네티즌이 이용하고 게시판 기능이 있는 인터넷 사이트는 이 제도의 적용을 받게 되었는데, 대한민국의 대표적인 포털 사이트인 네이버, 다음 등에서는 이 제도가 2007년 6월 28일부터 조기에 적용되었었다.
인터넷 악성 댓글로 사회적 폐해가 잇따르자 정부에서는 제한적 본인 확인제라는 인터넷 서비스업체가 게시판에 글을 올리거나 댓글을 다는 사람의 개인정보를 확인하게 하는 제도를 시행하게 되었다. 하지만 이 제도의 시행 후에도 악성 댓글의 피해는 줄지 않았고 오히려 주민등록번호 도용 사례만 늘었다는 결과가 보고되었고, 악성 댓글은 그 모양을 달리해 도박이나 성인 사이트를 광고하는 스팸 형태로 퍼지기 시작했다. 이런 실태에 대해 IT 전문가들도 문제의식을 갖고 있었다.
커뮤니케이션 기술 전문 기업 시지온 대표 김범진은 "2008년 배우 최진실 씨가 악성 댓글에 따른 정신적 고통을 호소한 뒤 스스로 목숨을 끊는 사건을 지켜보며 악성 댓글의 심각성을 느꼈다. 악성 댓글을 없앨 수 있는 방법이 없을까 고민했다"라고 말했다. 제한적 본인 확인제를 시행하는 상황에서도 대한민국 사회는 최진실의 사망이라는 사건을 겪었고 이 사건을 지켜보면서 악성 댓글을 없애야 할 필요성을 강하게 느낀 김범진은 악성 댓글을 쓰지 않는 환경을 만드는 것이 중요하다고 생각하였고 그 생각을 발전시켜 2009년 11월에 '라이브리'라는 소셜 댓글 서비스를 개발하게 되었는데, '소셜 댓글 서비스'는 본인 실명 확인을 거쳐 댓글을 다는 것이 아니라 트위터나 페이스북 등의 SNS 계정으로 특정 사이트 게시판에 댓글을 달면 댓글 작성자의 SNS에 관련 댓글과 URL(자원 위치 지정자)이 함께 남겨지는 서비스로서 악성 댓글 차단 효과가 컸고 악성 댓글 차단 효과뿐만 아니라 SNS로의 기사 확산과 방문자수 증대 효과 등으로 언론사들의 많은 호응을 받았다.
2012년 8월 23일, 대한민국 헌법재판소는 제한적 본인 확인제에 대해 재판관 전원 일치 의견으로 위헌 판결을 내렸다. 헌법재판소는 "표현의 자유를 사전에 제한하려면 공익의 효과가 명확해야 한다. 인터넷 실명제 시행 이후 불법 게시물이 의미있게 감소하지 않았고 오히려 이용자들이 해외 사이트로 도피했다는 점, 국내외 사업자 간 역차별 문제가 발생했다는 점 등을 고려하면 공익을 달성하고 있다고 보기 어렵다. 자유로운 의사 표현을 위축시키고 주민등록번호가 없는 외국인의 인터넷 게시판 이용을 어렵게 한다는 점, 개인정보의 외부 유출 가능성이 증가했다는 점 등을 볼 때 불이익이 공익보다 작다고 할 수 없어 법익의 균형성 역시 인정되지 않는다"라고 위헌 판결의 이유를 밝혔다.
대한민국 인터넷의 창시자 전길남은 최진실의 죽음과 관련하여 "최진실 씨 사망 사건 때 충격을 받아 인터넷을 하지 말았어야 했다고까지 생각했다. 인터넷도 도로지만 자전거길과 달리 역작용이 있다. 한국은 가장 먼저 부정적 측면을 경험한 나라로서 다른 나라로 역작용이 확산되는 것을 막을 의무가 있다"라고 말했다.

### '여론 조작' 문제
2008년 10월 15일, 뉴스위크는 《When Words Kill(말이 죽일 때)》라는 제목으로 "한 증권사 직원이 최진실을 악덕 사채업자로 모는 글을 인터넷상에 게시했고 이 글은 순식간에 인터넷상에 유포되었으며 최진실은 인터넷상에서 다수의 네티즌들로부터 도덕성과 인격에 악의적인 공격을 당했다. 이 글은 완전히 조작된 내용이었지만 최진실은 견디기 힘든 비난을 받았다. 최진실은 사이버 폭력의 희생자이다"라는 내용을 담은 기사를 실었다. 허위사실에 의거해 네티즌들로부터 공격을 받고, 허위사실 유포자가 검거되었음에도 불구하고 네티즌들로부터 계속 추궁을 당한 최진실의 경우는 '여론재판'과 '마녀사냥'의 대표적인 예였다.
2008년 9월 30일, 최진실은 친구인 퀸의 김재우 기자에게 "사채설 유포자가 잡혔으니 이제는 사람들이 내 진실을 믿어줄 줄 알았어. 그런데 토론 게시판에서 내 이야기에 서로 찬반양론을 펼치는데, 아직도 내가 안재환을 죽음으로 몰고 간 악덕 사채업자로 그대로 묵인하는 사람들이 많더라. 나 너무 떨려. 그 게시판에 글을 남기고 싶어. 나 이제 더 이상 참을 수가 없어. 그냥 그 사람들하고 피 터지게 싸움을 하고 싶어. 이대로 가다간 정말 죽을 것 같아"라고 말했다. 최진실은 토론을 통해 '여론재판'을 논파하려고 했던 것이다. 이후 최진실은 김재우에게 "수많은 악플러들과 싸우기에는 나 자신이 그 순간 너무도 약한 존재라는 것을 바로 느꼈고 오해의 벽은 너무도 높아 어떻게 손을 쓸 수가 없어 단 한 줄의 글도 올릴 수 없었다"라고 말했다. 2008년 10월 2일, 최진실은 마녀사냥식 '여론재판'의 고통을 토로하다가 결국 스스로 목숨을 끊었다.
대한민국에서는 정치인이나 연예인과 같은 유명인은 형사 사건의 피의자가 되었을 때 '무죄 추정의 원칙'이 지켜지기 어려워 '여론재판'의 희생양이 되기가 쉬웠다. 이처럼 형사 사건조차 그 결론이 나기도 전에 자의적으로 판단을 내리는 사람들이 많았기에 다른 유형의 사건은 성급한 판단의 대상이 되기가 더 쉬웠다. 하지만 최진실의 사망 이후 마녀사냥식 '여론재판'의 위험성이 대두되면서, 네티즌들 사이에서는 유명인과 관련한 사건에 대해 좀 더 차분하게 사건을 바라보자는 분위기가 형성되었고, 합리적인 사고가 필요하다는 목소리가 커졌다.

### '베르테르 효과' 문제
베르테르 효과는 유명인의 자살이 있은 후에 유사한 방식으로 잇따라 자살이 일어나는 현상을 말한다. 최진실이 2008년 10월 2일 자살한 뒤 그 다음 한 달 동안 1천 700명이 자살하는 등 일시적으로 자살률이 70% 증가했다. 최진실은 KBS 《연예가중계》가 광복 64주년을 맞아 실시한 설문조사에서 '광복 이후 연예계 최고의 뉴스메이커 1위'에 선정되기도 한 인물이어서 그 죽음의 파급력이 상대적으로 컸다. 그리고 유명인의 자살과 관련하여 언론의 선정적이고 무분별한 보도 행태가 베르테르 효과를 부추긴다는 비난의 목소리가 커지면서 한국자살예방협회는 자살 보도 준칙을 제시하였고 한국기자협회는 모든 언론사에 이 자살 보도 준칙을 준수하도록 촉구하며 베르테르 효과를 억제하기 위한 실천에 나섰다.
2010년 4월 18일(현지 시간), 미국의 유력신문인 워싱턴 포스트는 급속히 증가하고 있는 한국 사회의 자살을 조명하는 기사를 실었다.
하루 평균 35명이 스스로 목숨을 끊는 한국의 자살률은, 지난 10년 사이 2배로 늘어났고, 지금은 산업화된 국가 가운데 최고 수준이다. 한국은 인구 10만 명당 자살 사망자가 26명으로, 이는 미국의 2.5배에 달하며, 문화 속에 자살이 깊숙이 자리 잡고 있는 일본보다도 높은 수준이다. 대부분의 부유한 국가에서 자살률은 1980년대에 정점을 이뤘지만, 한국의 자살률은 계속 증가했으며 급기야 경제 협력 개발 기구(OECD) 회원국 가운데 가장 높은 수준에 이르렀다. 부유한 국가가 되기 전까지 한국의 자살률은 산업화된 국가들 사이에서는 가장 낮았으나, 현대화는 한국민들에게 과도한 스트레스를 가져다 줬다. 그러나 한국에서는 이같은 스트레스로 인해 생기는 (우울증과 같은) 감정을 공개적으로 인정하는 것이 금기시되고 있으며, 이에 따라 한국 내 상당수 병원들은 부정적 의미를 함축한 '정신과(psychiatry)'라는 말보다는 '신경정신과(neuro-psychiatry)'라는 표현을 쓰고 있다. 한국에서는 외로움, 질병, 가난 등으로 자살을 선택하는 시골 지역의 노인들과, 인터넷을 통해 동반 자살 희망자를 찾는 20-30대 젊은이들의 문제가 심각하다. 20-30대의 사망 원인 가운데 자살이 가장 높은 비중을 차지하고 있으며, 한국 국민들의 전체 사망 원인 가운데 자살은, 암, 뇌혈관질환, 심장질환에 이어 네 번째이다.

2011년 4월, YTN FM 《강지원의 출발 새아침》에서는 '자살 1만 5천 명 시대, 이대로 좋은가'라는 주제로 기획 특집을 마련했다.
2011년 4월 26일, 진행자인 강지원은 YTN FM 《강지원의 출발 새아침》에서 다음과 같이 말했다.
유명인의 자살이 국민들에게 미치는 영향이 너무 크다. 유가족들이 동의한다면 이 분들에 대해서는 '심리적 부검'을 했으면 좋겠다는 제안을 한다. '심리적 부검'이란, 사망하신 분은 이미 세상에 안 계셔서 접촉할 수 없으니 그 분이 사망을 하기 전에 만났던 사람들, 그 분이 처해있던 어려운 사정들, 유서나 일기나 메모지나 많이 있을 것인데, 이런 것들을 쭉 수집해서 그 분들이 자살할 수밖에 없었던 이유 등을 과학적으로·심리학적으로·정신의학적으로 규명하자는 것이다. 예를 들면, 배우 최진실 씨, 전 대통령 노무현 씨, 현대그룹 회장 정몽헌 씨, 이런 분들에 대해서 '심리적 부검'을 해볼 것을 제안하는 것이다. 아시다시피 최진실 씨는 연예계 최고의 인물이었고 노무현 씨는 권력의 상징이었고 정몽헌 씨는 재벌 총수였다. '심리적 부검'을 해서 이 분들이 어떤 고통을 받았고, 어떻게 그것을 이겨내기 위해서 노력하였고, 그 고통의 극복이 어떻게 어려웠는지, 이런 것들에 대해 사례를 밝혀서 공개한다면 많은 분들이 거기에서 교훈을 얻지 않을까 한다. 그런 사례 연구를 통해, '저런 분들이 저래서 자살을 했구나'라는 것을 알게 되면, 일반인들 입장에서도 어떤 상황에서 자신이 위험한지를 알게 되고 이에 치료를 받아야겠다고 하거나 도움을 청하거나 할 것이다.

이에 한국자살예방협회 대외협력위원장이자 서울대학교병원 정신건강의학과 의사인 윤대현은 다음과 같이 말했다.
베르테르 효과는 일종의 심리적 학습효과라고 본다. 유명인의 자살로 인해 잠재적인 자살사고를 가진 사람들이 행동화되게 되는 것이다. '심리적 부검'이라는 용어는 뉴욕에서 경찰들이 연이어서 자살을 했을 때 그 원인을 밝히려고 정신분석가한테 그 현상을 의뢰했는데, 그 때 처음 쓰인 말이다. '심리적 부검'은 나라 전반적으로 적용해서 도움이 된 사례가 있다. 핀란드의 경우, 우리나라처럼 1965년부터 1990년대까지 자살률이 3배 정도 상승했는데, 적극적으로 '심리적 부검'을 활용하고 원인을 알고 대처해서 30명이던 자살률을 13명까지 줄였다. 단순히 누가 문제냐, 누구의 잘못이냐 이런 게 아니라, 유가족분들의 정서적인 것도 지원하면서 실제적 원인을 알아내서 원인을 알아야 해결책이 있을 것이다. 중요한 게 자살 유가족 자체도 큰 자살위험자들이다. 그래서 유가족들의 정서적 지원도 같이 들어가기에 '심리적 부검'에 대해서는 인식의 변화가 필요할 것 같다. '심리적 부검'에 대해서 사회적으로 긍정적인 인식을 넓혀가는 동시에 사회지도층에 있는 분들이 그것에 대해서 받아들이고 동참하는 것도 중요하다. 정부와 자살 예방 전문 기관이 협력해서 '심리적 부검'을 잘 해나갔으면 좋겠다.

2011년 6월, 조하문은 종교를 초월하여 배우, 가수, 코미디언, 작가 등 문화예술인을 중심으로 자살 방지 모임 '생명을 사랑하는 모임'을 만들었다. 배우 최수종의 매형인 조하문은 가수로 활동하다가 그만두고 캐나다에서 목사가 되었는데, 한국에서 친분이 있던 최진실의 사망 소식을 듣고 후배들을 위해 일하고자 귀국을 결심하게 되었다.
유명인 자살에 대한 언론 보도가 '베르테르 효과'를 부를 수 있다는 통설이 대한민국 내 연구진의 연구결과 사실로 확인되었다. 2014년 3월 18일, 서울아산병원 융합의학과 김남국 교수팀은 "유명인 자살에 대한 언론의 기사 수와 모방 자살 증가 수를 파악해, 유명인 자살에 대한 언론 보도와 모방 자살의 상관관계가 통계적으로 유의미하다는 것을 밝혔다"라고 발표했다. 김남국은 "우리나라는 자살률이 OECD 국가 중 1위인데도 자살에 대한 본격적인 연구가 부족했다. 설문조사를 바탕으로 한 모방 자살 연구는 있었지만, 이번 연구처럼 모방 자살을 모델링하고 언론 보도와의 상관관계를 밝힌 것은 처음이다. 유명인 자살 이후 언론 보도에 노출된 횟수와 모방 자살의 연관성이 밝혀졌다는 점에서 향후 언론의 역할이 중요하다. 우리나라 언론도 자체적인 자살보도지침을 마련할 필요가 있다"라고 말했다. 이 연구는 1990년부터 2010년 사이 자살한 유명인 중 언론에 많이 보도된 15명에 대한 신문과 TV 기사량, 통계청 모방 자살자 수를 정량적으로 모델링해 분석한 결과 상관계수가 0.74로 유의미한 값이 나온 것으로, 상관계수는 1에 가까울수록 두 변수 간 연관성이 높다. 이 분석결과 최진실의 상관계수가 가장 높았다. 이 연구에 공동으로 참여한 고려대학교 안산병원 인간유전체연구소 서수연 박사는 "사람들은 유명인이 본받을 점이 있다고 생각해 그들의 행동을 모방하려고 한다. 하지만 유명인의 자살과 같은 부적응적인 행동도 따라해 모방 자살로 이어지기도 한다. 즉, 모방 자살은 위인 본받기의 부정적인 행동양태이다"라고 설명했다. 이 연구는 자살이 심각한 사회 문제로 떠오른 상황에서 대한민국 내 유명인 자살에 대한 언론 보도와 모방 자살의 관련성을 처음으로 정량화한 연구라는 데 의의가 있었다. 이 연구결과는 정신과학분야의 유명 학술저널인 '역학 및 정신과학 학술지(Epidemiology & Psychiatric Science)’에 게재되었다.

## 어록
최진실은 사망 직전 퀸의 김재우 기자에게 다음과 같은 내용의 말들을 남겼다.
- "오늘은 '최진실 안티 사이트'에 들어가 봤어. 이들은 왜 나를 싫어하는 걸까, 알아보기 위해서였어. 아마도 이런 게 아닐까 싶어. 최진실이라는 사람이 사랑을 받을 수 있었던 것은 이웃집 사람 같은 편안함 때문이었는데, 어느 순간 톱스타라는 칭호가 따르게 되고, 자신들과 다른 이질감을 느껴서가 아닌가 싶어. 그 어떤 배신감 같은 거라고 나 스스로 정의를 내려봤어. 인기를 얻고 돈을 벌고 그들과 다른 삶을 산 것은 맞지만, 그렇다고 내 성격이나 취향이 달라진 게 아닌데…. 난 명품도 안 좋아하고, 아직도 수제비와 분식이 좋은데, 왜 그들은 자신들의 잣대로 날 평가하고 그렇게 믿는 걸까? '안티팬들과의 만남', 뭐 이런 거라도 해서 해명을 해야 하나? 그러면 세상은 또 뭐라 할까…? 나 언제까지 속수무책으로 당해야 하는거니? 그냥 은퇴를 하는 게 옳을까? 은퇴를 한다고 해서 나에게 주던 시선을 거두기나 할까?"[409][410][411][412][413][414][415][416]

- "이혼하는 과정에서 수많은 일들이 일어났고, 그 때 들었던 말들이 더 힘들 수도 있는데, 왜 지금 마음은 그 때보다 더 힘들까? 처음에는 사채업자란 소리에 웃음이 났는데, 그냥 웃을 수가 없었어. 가까운 사람들조차 조금은 연관된 게 아닌가 싶은 눈빛을 보내는 거야. 난 그저 친한 동생(정선희)의 아픔에 손이라도 먼저 잡아주기 위해 달려간 것뿐인데, 그래서 발인 때까지 함께 있어준 것인데, 세상은 어쩌면 내 진실과 다르게 매번 나를 구렁텅이에 빠뜨리니? 이젠 더 이상 내가 설 수 없을 것 같아. 이걸 또 이겨내면, 또 다른 일에서 난 사채업자에서 포주로 불릴지도 몰라."[409][417][35][164]

- "이제와서 내 이미지가 뭐가 그리 중요하겠니. 벌써 이런저런 일로 내 사생활은 세상에 모두 알려져, 늘 발가벗겨진 기분으로 대중 앞에 놓였던 사람인데. 난 이제 예쁜 척도 고상한 척도 못해. 근데 우리 환희가 올해 초등학생이 됐잖니. 요즘 아이들은 우리 때와 달리 그 나이엔 인터넷 검색은 다 기본으로 한다는데, 그 어린 아이들이 우리 환희에게 어떤 말이나 시선을 보내면 어떻게 하니? 엄마 때문에 우리 환희가 마음의 상처라도 받으면 얼마나 세상 살아가는 데 위축이 되겠니. 그 생각만 하면 빨리 범인이 잡혀 이 억울한 마음을 한시라도 빨리 벗어야 하는데. 정말 조바심 나 미치겠어."[409][418]

- "범인한테서 전화가 왔어. 너무 소름이 끼쳐. 무슨 공포 영화 찍는 줄 알았어. 어떻게 번호를 알고 전화를 했지? 형사한테도 전화가 왔는데, 번호를 알려준 것 같은 눈치는 아니던데, 정말 그 사람 목소리 무서워서 혼났어. 그 사람 무슨 대단한 위력이 있는 거 아냐? 나이도 어린데, 힘 있는 집 딸인가? 어떻게 번호를 알았냐고 물었는데, 그냥 말을 흐리더라고. '그냥 무조건 용서해달라'라고 너무도 당당하게 요구해오는 거야. 물론 중간에 흐느끼기도 했던 것 같은데, 어딘가 모르게 가식처럼 느껴졌어. 그렇다고 내 입장에서 막 욕을 해댈 수도 없는 거잖아. 또 '욕쟁이 최진실'로 글을 올릴까봐. 욕이 목구멍까지 차오르는데, 안 나오더라. 그러면서 어느 순간에는 너무도 비굴하게 타이르게 되더라. 왜 그랬냐고 물으니 '무조건 미안하다, 한 번만 봐달라'라고 하는데, 내가 어떻게 해야 하는 게 옳아?"[409]

- "사채설 유포자의 일방적인 전화가 하루에도 몇 번씩 왔어. 전화가 올 때마다 '악마의 전화'가 울리는 것 같은 기분이 들었어. 그런데 또 무슨 말을 할지, 새로운 이야기를 하는 것은 아닌지, 진짜 범인을 알려줄지도 몰라서 전화를 받았어. 그러나 전화를 받으면서도 어린 사람에게 매번 우롱당하는 기분이었어. 대학을 갓 졸업한 젊은 사람에게 철저하게 유린당하는 기분이었어."[409]

- "사채설 유포자가 잡혔는데, 세상은 여전히 나를 안 믿는 사람이 많구나. 죽으면 내 진실을 믿어줄까? 내 이름은 '최진실'인데, 인터넷 속 사람들은 나를 '최가식'이라고 부르네. 너무도 슬픈 일이지 않니? 환희, 준희에게 미안하지만, 세상 사람들의 손가락질을 받는 어머니보단 죽어서 진실이 밝혀진 어머니가 낫지 않을까? 10월 3일이 환희 운동회 날인데, '사채업자 엄마'라고 환희 친구들이 놀리면 어떻게 하니?"[409]

- "그 사람은 나에게 용서를 구하면 되지만, 세상의 수많은 오해들은 내 몫인데, 내가 어떻게 또 극복할 수 있을지 모르겠어. 그동안 많은 위기들을 넘겨오는데도 숨이 차올라 죽을 지경인데, 너무도 자신이 없다. 안재환의 자살에 왜 내가 연루돼 이 고통을 받아야 하는지, 인터넷에 '안재환, 최진실'이란 이름이 동시에 뜨는 이유를 내가 또 어떻게 넘겨야 아무렇지도 않게 웃을 수 있을지 모르겠어. 그런데 그렇게 넘기고 웃는 게 정말 행복이고 진실일까?"[409][419]

## 기타

### 마지막 메모
2008년 9월 29일, 최진실은 자신의 아들과 딸에게 마지막 메모를 남겼다.
| “ | '사랑하는 환희, 준희' …… 아무 말을 할 수가 없구나! 그저 사랑하는 내 아들, 내 딸 상처받지 말기를…… 찡그리지 말기를…… 아파하지 말기를…… 울고있지 않기를…… 체념하지 말기를…… 사랑받고 있기를…… 사랑하고 있기를…… 그리고, 사랑할 수 있기를…… 너희들밖에는 안길 수 없는 어머니의 품을 잊지 말기를…… | ” |

### 허위사실 유포자
2008년 9월 8일, 코미디언 정선희의 남편인 배우 안재환이 자신의 승용차에서 숨진 채 발견되었다. 경찰 조사 결과에 따르면 안재환의 사인은 자살로 밝혀졌다. 이후 최진실은 "최진실이 안재환을 대상으로 사채업을 했다"라는 거짓 소문에 시달렸다. 이에 대해 최진실은 "연예인으로 살다보면 어느 정도의 루머를 감수하며 살아가야 하지만, 이번 사건은 안재환 씨의 유가족과 친구 정선희도 너무나 큰 상처를 입었기 때문에 그냥 넘길 수 있는 사안이 아니다"라고 말하며 강경한 입장을 표명했다.
2008년 9월 22일, 최진실은 사이버테러대응센터에 이 사건을 의뢰했다. 2008년 9월 28일, 증권사 직원 백 모 씨(여·25세)가 경찰에 출두해 피의자 진술을 하였고, 최진실은 그 날 저녁 백 모 씨로부터 선처를 요구하는 전화를 받았다. 이에 최진실은 백 모 씨가 자신의 연락처를 알아낸 점과 당당하게 선처를 요구하는 태도에서 심한 두려움과 모멸감을 느꼈다. 그 후에도 계속된 백 모 씨의 일방적인 전화에 대해 최진실은 친구인 퀸의 김재우 기자에게 '악마의 전화'라고 표현했다. 그럼에도 불구하고 최진실은 백 모 씨가 최초 유포자를 알려줄지도 모른다는 생각에 그 전화를 받았다. 2008년 9월 29일, 서울 서초경찰서 사이버범죄 수사팀은 허위사실을 유포한 혐의로 백 모 씨를 입건했다.
2008년 10월 7일, 백 모 씨는 경찰 조사를 받은 후 귀가하면서 담당 형사에게 "형사님 수고하셨어요. 무사탈출^^"이라는 문자 메시지를 남겼다. 이에 앞서 백 모 씨는 기자들에게 "컴퓨터 서버 관리 회사에서 나왔다"라고 말하면서 경찰서에 들어갔고, 경찰 조사를 마친 뒤에는 경찰서에 들어갈 때와 다른 복장으로 갈아입고 귀가해 다시 한 번 기자들을 따돌렸다. 이 사실을 언론을 통해 전해들은 네티즌들은 공분했다.
2008년 10월 8일, 국외에 서버를 두고 있는 사이트를 통해 백 모 씨의 신분이 노출되면서 백 모 씨의 미니홈피는 네티즌들로부터 공격을 받았다. 2008년 10월 13일, 백 모 씨는 증권회사를 사직했다.
2008년 10월 14일, 최진실의 동생 최진영은 자신의 미니홈피에 '억울한 우리 누나'라는 제목으로 글을 썼는데, 그 글에서 백 모 씨에게 공개 사과를 요구했다. 2008년 10월 21일, 백 모 씨의 오빠는 tvN 《E NEWS》에 출연하여 "최진영을 만나 사과하고 싶다"라는 말을 하였다.

### 추모시
2008년 12월, 시인 이수인은 최진실을 추모하는 시를 지었다. 이수인은 우울증과 이명으로 고통을 받았고 그로 인해 죽음의 유혹을 느꼈는데, 그것을 극복해가는 과정에서 이 작품을 완성하였다.
| “ | '아름다운 그녀, 최진실 가시던 날에...' 한줌 재가 되어 시월 하늘로 날아간 당신 하늘도 슬픈지 종일토록 회색 얼굴이었습니다 아직은 시월인데 시리고도 추운 날입니다 오늘은 더 춥기 전에 가시고 싶었나요 당신은 참 오래도록 춥고 추웠나 봅니다 털목도리 겹겹 두른 영정 속 얼굴이 그토록 따스해서 행복해 보이네요 우리는 아무도 당신의 그 혹독한 추위를 몰랐네요 신데렐라 또순이 악바리로 불린 당신이었기에 이렇게 날 잡아 우리를 슬픔 속에 빠뜨릴 꺼져가는 심장의 칼날 같은 차가움은 보지 못했습니다 당신 꼭 이렇게 가야 했나요... 라고 차마 묻지도 못한 우리들입니다 지난 긴 세월 동안 우리를 웃고 울게 한 당신이 우리를 버리고 떠나버린 오늘은 애통하고 안타까운 마음 시월 찬 서리 내린 듯 오싹오싹합니다 영정 속 당신은 모두를 용서하듯 웃으면서 가시지만 우리는 죄인이 되어 울고 있네요 귀도 닫고 눈도 닫고 입도 닫은 당신 이제 누가 뭐라 해도 당신은 평안할 것입니다 아니 평안해야 합니다 육신마저 세상에 벗어두었으니 부디 그 무엇에도 매이지 말고 영원토록 자유하소서 사랑합니다... 그리고 미안해요 | ” |

### 친권 논란 이후
2008년 12월 2일, 시사IN의 주진우 기자는 SBS 《좋은 아침》에 출연해 최진실의 아들 최환희가 조성민에게 거부감을 가지고 있다는 사실을 공개했다. 주진우는 최환희와 대화를 나눌 기회가 있었던 것이다.
2009년 6월 25일, 조성민은 SBS 《좋은 아침》에 출연해 최진실의 자녀들과 교회에서 만나고 있고 최진실의 어머니와도 아이들에 대해 대화를 나눈다고 말했다. 최진실의 동생 최진영은 노컷뉴스와의 인터뷰에서 조성민이 최진실의 자녀들과 만나고 있다는 보도는 사실이 아니며 아이들이 조성민에 대해 강한 거부감을 느끼고 있기 때문에 자신은 조성민이 아이들과 만나는 것을 원하지 않는다고 말했다.
강남중앙침례교회는 최진실의 유가족들이 다니는 교회였다. 조성민은 2009년 1월부터 이 교회에 출석했고 같은 해 6월에 기독교IPTV와 공동주최로 ‘기독교 어린이 야구 영성 캠프’를 기획했다. 조성민은 이 캠프에 대해 강남중앙침례교회를 협력단체로 하고 강남중앙침례교회의 전도사 4명이 참가한다고 홍보했다.
 과거의 행실로 인해 부정적인 이미지를 가진 조성민이 한다는 이유로 또 상업적인 목적으로 하는 게 아니냐는 의혹 때문에 조성민의 ‘야구 영성 캠프’에 대해 기독교 내부에서 비판적인 여론이 있었다. 굳이 강남중앙침례교회와 신앙적으로든, 사업적으로든 엮이려는 조성민의 행보에 대해 일부 네티즌들은 시민 단체 '진실한 세상 만들기'와 팬클럽 '만인의 연인 최진실과 함께' 등을 통해 그 저의에 의구심과 우려를 나타냈다. 한편, 조성민은 최진실과의 이혼 과정에 있었을 때 천주교에서 불교로 개종하였고 '시하 하오(視何 何悟)'라는 법명도 받았으며 2003년 12월 15일에는 불교 행사에 참석하기도 하였다. 이런 전적을 알고 있는 사람들 입장에서는 조성민의 행보가 의아할 수밖에 없었다.
2009년 7월 17일, 기독교 언론사 뉴스앤조이는 조성민의 ‘야구 영성 캠프’에 관해 심층 취재 보도했는데 취재에 응한 강남중앙침례교회의 주차봉사를 담당하는 한 교인은 “자세히는 모르지만 아직은 유가족들이 조성민 씨와 이야기하는 장면을 본 적이 없다”라고 말했고 강남중앙침례교회의 피영민 목사는 “조성민 씨가 야구 캠프에서 아이들을 위해 기도하고 찬양하고 싶다기에 전문 지도자를 지원하기로 했다. 그러나 교회가 행사를 같이 준비하고 진행하는 게 아니므로 협력단체는 아니고, 전도사도 4명이 아닌 1명만 지원한다”라고 말했다.
2009년 8월 31일, 최진실의 어머니 정옥숙은 티브이데일리와의 인터뷰에서 “(조성민이) 교회에 매주 나와 아이들을 만난다고 하는데 만난 적 없다. 난 본 적도 없다. 교회에서 혼자 아이들을 지켜보는지는 알 수 없다. 이렇다 저렇다 말 나오는 것도 싫고 그냥 상대하기 싫다”라고 말했다.

2010년 3월 29일, 최진영이 사망했다. 조성민은 최진영의 빈소를 찾았으나 최진영의 유가족들은 조성민의 방문에 강한 거부감을 나타냈다.

## 관련 문헌
- 김재우. 《최진실 자살 직전 마지막 통화자 김 기자, '최진실의 마지막 유언' 공개: 마지막 7분 34초 동안 세상에 꼭 전해달라던 유언, 이틀 전 죽음 예고한 말들, 나흘 전 기자 홈피에 남긴 힘겨운 심경, 자필 편지》. 퀸. 2008년 11월호(222호 P291~303).
- 김재우. 《최진실이 자서전 준비하며 틈틈이 직접 쓴 '힘겨웠던 지난 6년 동안의 일기', 마지막 유언 중 '두 아이'에 관한 미공개 이야기》. 퀸. 2008년 12월호(223호 P291~301).
- 김재우. 《최진영, 베트남 봉사활동 다녀와 처음으로 그간 심경 단독 인터뷰》. 퀸. 2009년 1월호(224호 P308~311).
- 김재우. 《세상 떠난 최진실, '광고모델 소송' 대법원 패소, 최진실이 5년 전 직접 쓴 '소송에 관한 답변서' 전문》. 퀸. 2009년 7월호(230호 P500~502).

## 보조 자료
1. 김현미. ‘女神 마고’ 21세기에 환생. 주간동아. 2002년 5월 9일(제333호).
 문정민. 신화해석은 파워게임이다[깨진 링크(과거 내용 찾기)]. 여성신문. 2002년 5월 17일.
 이정화. 되살아나는 한국의 여신 마고(麻姑). 주간기독교. 2003년 6월 1일(제1512호).
 황혜숙. 여신 여성주의는 세상을 어떻게 바꾸나. 이프. 2011년 3월 23일.
 황혜숙. 여신 여성주의는 선녀의 날개옷이다. 이프. 2011년 3월 31일.
 Helen Hye-Sook Hwang. Mago, the First Mother of East Asia. Return to Mago Webzine. July 8, 2012.
2. 신소영. 자살자 첫 '심리적 부검', 업무상 재해 인정. 법률신문. 2013년 12월 23일.
 신현식. 오 대위 심리부검 결과, "심각한 우울증…상관이 자살 원인". 머니투데이. 2014년 11월 4일.
3. 황상호. 언론을 향한 경고, "기자, 니 죽고 싶니?". 오마이뉴스. 2010년 7월 10일.
 공훈의. 언론의 영역 파괴 시대 열렸다. 한국기자협회. 2011년 9월 26일.
 정철운. 가십 쫓는 '하이에나' 수백 명, 기자만의 잘못인가. 미디어오늘. 2012년 12월 1일.
 박정원. 익명과 매스컴이 만드는 가짜 여론의 위험성. 프레스바이플. 2012년 12월 16일.
 알랭 드 보통 저. 최민우 역. 《뉴스의 시대》. 문학동네. 2014년. ISBN 978-89-546-2524-1
4. 김수현. 여성 연예인 이혼 마녀사냥식 보도 언론 책임도 크다. 여성신문. 2007년 11월 9일.
 최강욱. 공인의 사생활 보호 논란. 신동아. 2009년 10월 1일.
 전명호. 언론·출판의 자유 vs 사생활 보호와 인격권 . 매경이코노미. 2011년 4월 27일(제1603호).
 이승한·손석한. 연예인의 도덕성, 어디까지 요구해야 하나?. 한겨레신문. 2011년 9월 23일.
 안영춘. 연예인, 연예기자를 인터뷰하다. 나·들. 2013년 2월호.
5. Single mothers 'do just as good a job as couples'. The Guardian. 19 July 2014.
6. 김관명. 제일기획, "의도와 무관하게 1차 자료 유출, 관련자에 죄송". 머니투데이. 2005년 1월 19일.
 손원제. ‘X파일’의 음모를 파헤쳐라. 한겨레21. 2005년 1월 24일(제545호).
 고은경. 화장품 광고 모델 선정 뒤엔 빅 데이터 입김. 한국일보. 2014년 4월 14일.
7. 류동민. 악마는 디테일에 있다?. 경향신문. 2013년 2월 6일.
 김종길. 흔한 추격전 하나 없는 이 스릴러, 배우들의 연기로 채웠다. 오마이뉴스. 2014년 2월 15일.
 이숙경. 대선후보의 거짓말, 5초면 알 수 있다. 오마이뉴스. 2012년 12월 12일.
 이규성. '음모론에 빠진 한국', 희생자가 늘고 있다. 아시아경제. 2013년 1월 22일.
 김진형. 거짓이 진실 압도하는 세상. 오마이뉴스. 2013년 1월 31일.
 표창원. 사회악이 된 '일베', 그들은 누구인가? 어떻게 해야 하는가?. 표창원의 범죄와 세상 이야기. 2013년 5월 27일.
8. 김희정. 트위터·페이스북 등 대한민국은 ‘소셜’ 바람?. 한국경제. 2010년 9월 24일.
 이슬기. 직접 접촉 없이도 감정 전이된다. The Science Times. 2014년 7월 4일.
 Reed Albergotti. Furor Erupts Over Facebook's Experiment on Users. THE WALL STREET JOURNAL. June 30, 2014.
 Christopher Mims. Commentary: It’s Time to Talk Seriously About Facebook’s Awesome Power. THE WALL STREET JOURNAL. June 30, 2014.
 남지원. 페이스북, 뉴스피드 조작 이용자 69만 명 감정 실험. 경향신문. 2014년 6월 30일.
 박희준. 페이스북 통해 사람 감정도 ‘전이’ 된다. 세계일보. 2014년 7월 1일. 
조환규. (과학 오디세이)메르스, 임계전이 그리고 계산역학. 경향신문. 기사입력 2015년 6월 7일. 최종수정 2015년 6월 8일.
9. 서명숙. 《흡연 여성 잔혹사》. 웅진닷컴. 2004년. ISBN 89-01-04584-2
 마이클 셔머 저. 류운 역. 《왜 사람들은 이상한 것을 믿는가》. 바다출판사. 2007년. ISBN 978-89-5561-410-7
 이택광. 《마녀 프레임》. 자음과모음. 2013년. ISBN 978-89-5707-729-0
 George Lakoff. 《Don't Think of an Elephant: Know your Values and Frame the Debate》. Chelsea Green Publishing Company. 2004년. ISBN 1-931498-71-7
 김진혁. 미니 다큐 – '생각하지 마'. 뉴스타파. 2014년 9월 24일.
10. SBS 《그것이 알고싶다》. 277회 <스타 신드롬의 덫>. 2003년 12월 13일.
 SBS 《그것이 알고싶다》. 299회 <마녀사냥인가, 표현의 자유인가? - 인터넷으로 ‘방법’을 당한 사람들>. 2004년 6월 19일.
 SBS 《그것이 알고싶다》. 416회 <대한민국에서 여성연예인으로 산다는 것> 보관됨 2015-07-14 - 웨이백 머신. 2007년 2월 24일.
 SBS 《그것이 알고싶다》. 937회 <‘일베’와 ‘행게이’, 어디에나 있고 아무데도 없다>. 2014년 5월 3일.
 SBS 《그것이 알고싶다》. 938회 <위험한 소문, 찌라시 - 불신을 먹고 자란다>. 2014년 5월 10일.

## 같이 보기
- 파파게노 효과
- 스톡홀름 증후군
- 친족상도례
- 광인 이론
- 곽배희
- 아동폭력
- 대한민국의 인터넷
- 초고속 인터넷
- 스토킹
- 사이버 여론 조작
- 네티건
- 악성 댓글